# Corneille de Lyon
Vous lisez un « bon article » labellisé en 2015.
Pour les articles homonymes, voir Corneille.
Corneille de Lyon ou Corneille de la Haye (né entre 1500 et 1510 à La Haye et mort en 1575 à Lyon) est un peintre de portrait, d'origine néerlandaise et naturalisé français, du XVIe siècle.
Quoiqu'il soit connu à son époque sous le nom de Corneille de la Haye, on ne sait rien de sa jeunesse hollandaise et il arrive à Lyon au plus tard en 1533. Réalisant dès 1536 les portraits de plusieurs membres de la famille royale, il obtient le titre de peintre royal en 1541. Malgré cette fonction, il reste dans la cité rhodanienne tout au long de sa vie. En épousant la fille d'un imprimeur de renom, François Fradin, il s'insère dans la notabilité de la ville, et acquiert une solide position sociale, vivant dans le quartier des imprimeurs, près de Notre-Dame-de-Confort.
Il vit de son métier de peintre, et semble coopérer avec d'autres artistes du quartier (peintres ou graveurs). Son atelier conserve une galerie des copies des tableaux des personnages les plus célèbres dont il a fait le portrait. Cela permet aux clients d'en acquérir une nouvelle copie, ou les incite à se faire faire le portrait par un peintre renommé. Ses affaires semblent prospères jusqu'aux guerres de religion, durant lesquelles, malgré son attachement à la religion réformée, il ne semble pas victime d'agression ou de spoliation. Il se convertit sous la contrainte à la religion catholique en 1569.
L'art de Corneille du petit portrait sans décor est novateur pour l'époque. Il acquiert un grand prestige au point que les tableaux de ce style finissent par être désignés comme des « Corneilles ». Travaillant à l'huile sur bois, il concentre son travail sur le visage et le buste. Corneille est très précis dans la composition des pilosités, cheveux, barbes, qu'il trace quelquefois presque poil à poil. Ses modèles portent rarement de lourds habits décorés, son style reste très sobre. Le fond de ses tableaux est toujours uni, sans décor et il semble travailler sans dessin préparatoire.
Après la Renaissance, la renommée de Corneille s'efface, sa descendance ne prenant pas le relais pour la réalisation de petits portraits. Il est redécouvert au XVIIe siècle par François Roger de Gaignières. Tombant ensuite encore dans l'oubli, son nom ressurgit au XIXe siècle, à partir de citations dans les textes de l'époque. L'extrême difficulté pour trouver des œuvres de référence entraînent de sérieux problèmes d'attribution et de reconstitution de son corpus artistique. Plusieurs méprises et confusions sont faites par les historiens de l'art et les amateurs. La première œuvre attribuable sans ambiguïté est découverte en 1962. Plusieurs travaux reprennent les conclusions antérieures et la première synthèse sur l'artiste est réalisée par Anne Dubois de Groër en 1996.

## Patronyme

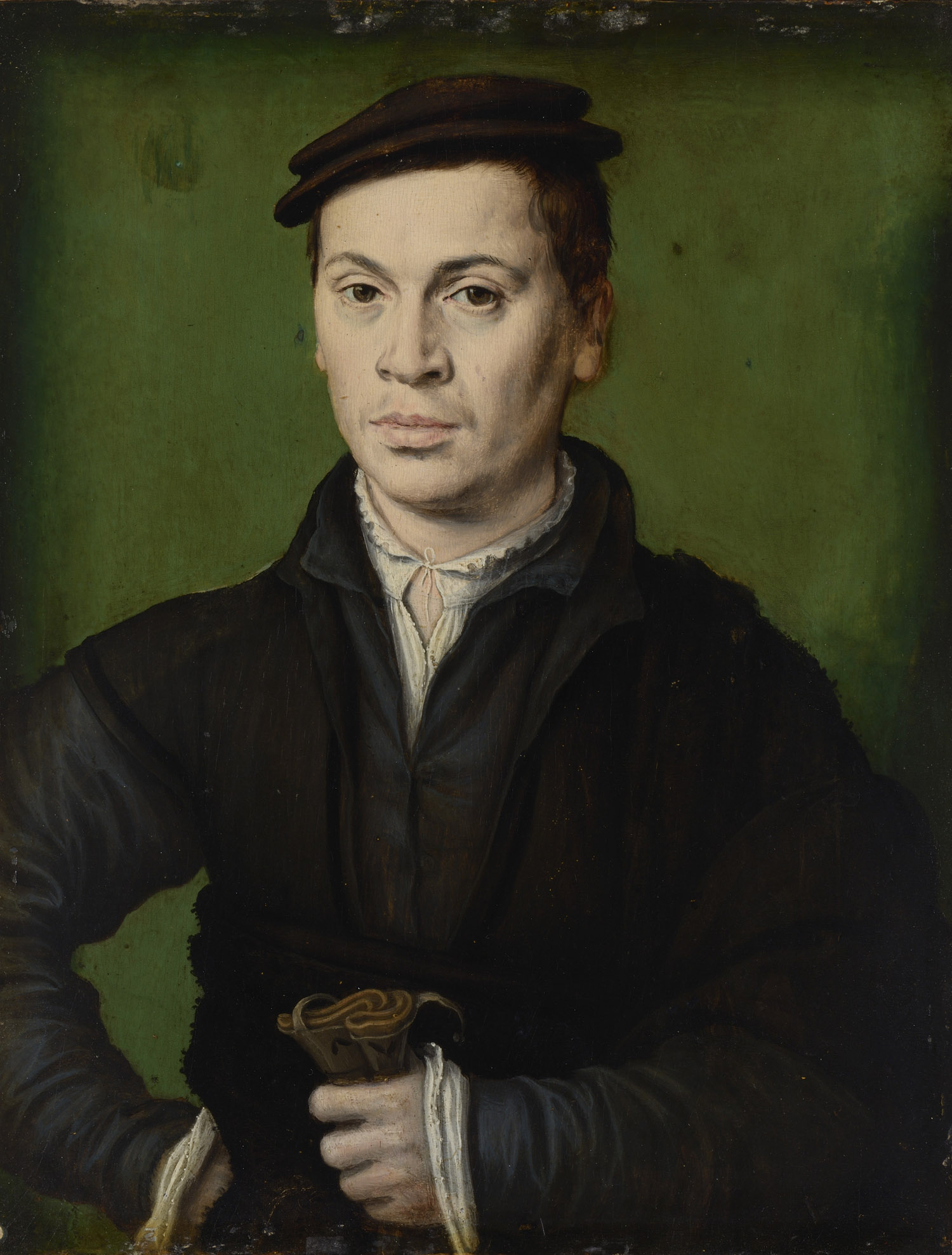
Homme au béret noir tenant une paire de gants, vers 1530. Musée des Beaux-Arts de Lyon

Corneille n'est à son époque connu que sous le nom de « Corneille de la Haye ». L'acte de naturalisation mentionne : « Corneille de La Haye, natif de La Haye en Hollande ». Dans tous les documents d'époque, il est nommé ainsi. Seuls quelques documents fiscaux le dénomment simplement « Corneille » entre 1547 et 1567. Il est probablement à cette époque suffisamment connu comme peintre royal pour ne pas être confondu avec deux autres peintres : Corneille de Septgranges et Corneille de Bavière. Dans les textes, on trouve les graphies « Cornelis » ou « Cornellye », par exemple.
Les historiens de l'art du XVIIIe siècle n'utilisent initialement pour le nommer que son prénom « Corneille ». On retrouve cette forme chez André Félibien ou Bernard de Montfaucon,.
Jacques Pernetti, en 1757, transforme le prénom en nom de famille en ajoutant sans argument connu le prénom Claude au peintre. Cette forme patronymique est reprise par la suite par Bréghot du Lut, Laborde, Robert-Dumesnil. Certains dictionnaires d'histoire de l'art reprennent encore cette forme au XXe siècle et même des articles de spécialistes. Cette forme autorise Michael Bryan en 1816 à rapprocher Corneille de Maître CC, en utilisant comme argument les gravures de l’Épitomé des rois de France signées CC, qui auraient été gravées par Corneille, qui serait alors un peintre et un graveur. Ce rapprochement entre les deux artistes est repris tel quel par les historiens de l'art durant plus d'un siècle.
C'est à la fin du XIXe siècle, lors de sa redécouverte au moment où les nationalismes s'imposent à la recherche historique, qu'il est renommé « Corneille de Lyon », afin de donner plus de poids à la France dans le genre du portrait naissant à la Renaissance. Il semble que le premier à utiliser ce nom soit Henri Bouchot dans Les Clouet et Corneille de Lyon, Paris, 1892,. À cette époque, Natalis Rondot propose comme nom pour l'artiste « Cornelis Cornelissen », signifiant « Corneille, fils de Corneille », forme très courante dans la Flandre de cette époque. Ceci lui permet aussi d'attribuer au peintre les gravures lyonnaises signées du monogramme « CC ». Toutefois, Maître CC a été reconnu en tant que personne à part entière et aucun texte ne permet de rapprocher ce nom double de Corneille de Lyon.

## Biographie

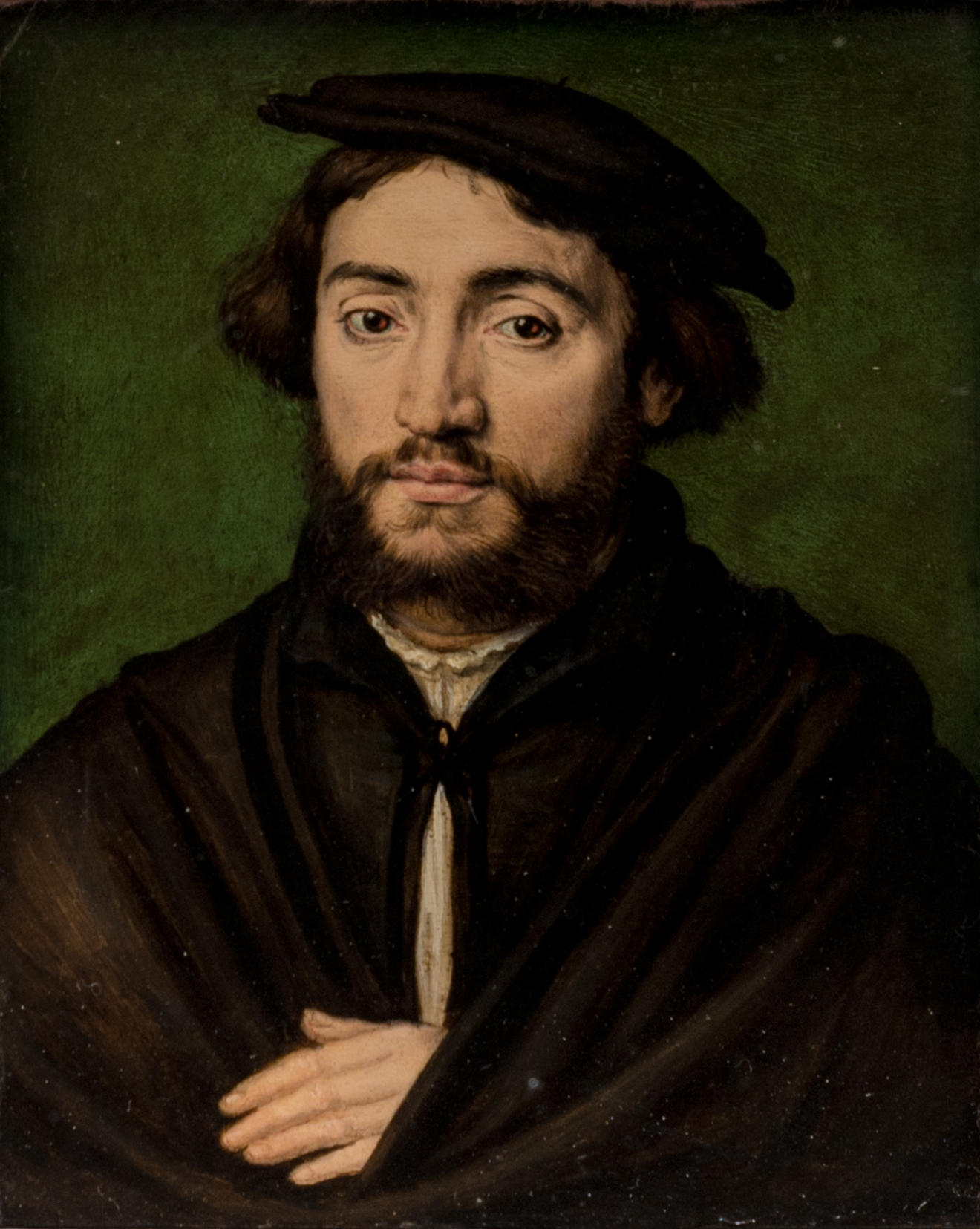
Pierre Aymeric, marchand de Saint-Flour, 1533, musée du Louvre.

D'origine hollandaise, Corneille arrive au début des années 1530 à Lyon. Il connaît immédiatement une grande réussite dans le genre du portrait et devient peintre royal, titre qu'il garde toute sa vie. Marié à une Lyonnaise, bien intégré dans sa cité et jouissant d'une aisance confortable, il ne la quitte pas même durant les guerres de religion. Protestant, il est persécuté et revient à la religion catholique pour éviter l'exil.

### Origine et début de carrière
La date de naissance de Corneille n'est pas connue, et les propositions vont de 1500 à 1510. On ne sait rien de sa jeunesse et sa présence à Lyon est attestée en 1533 à l'occasion de l'entrée solennelle de la reine Éléonore. Natalis Rondot a supposé qu'il aurait fait un séjour à Paris avant d'aller sur Lyon, sans aucune preuve. À l'inverse, il existe une solide communauté flamande d'artistes à Lyon au XVIe siècle, vivant tous à un bout de la rue Mercière, dont Guillaume Le Roy, Jean de Crane, Lievin Van des Meer ou Mathieu d'Anvers. La présence de Corneille est attestée à cette date par deux documents : il est mentionné comme peintre ayant décoré la ville pour l'entrée solennelle de la reine ; et un ami du peintre, le poète latin Jean Second, relate leur rencontre et leur visite de la ville pour y voir les spectacles donnés pendant les fêtes royales.

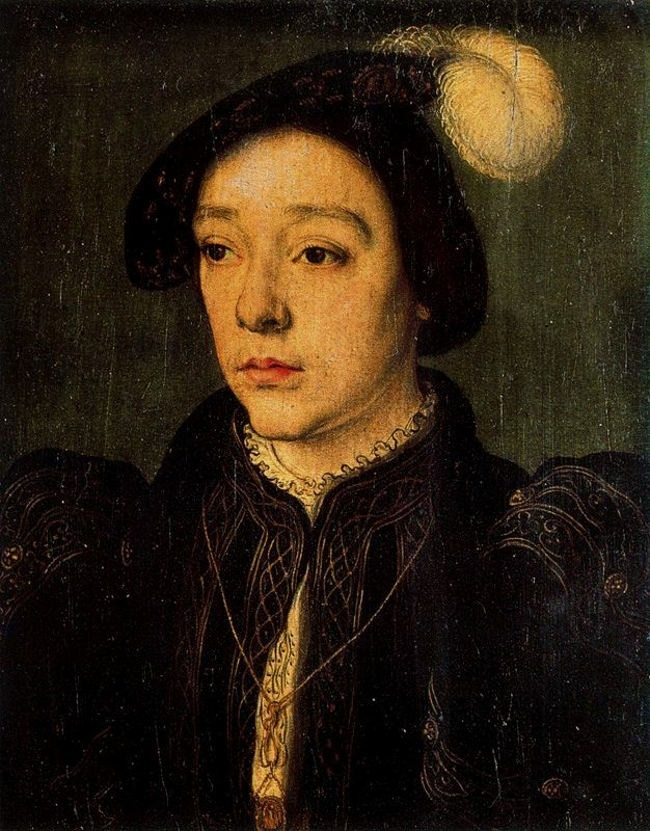
Charles II d'Orléans, DdG no 32, 1536, musée des Offices. Inv. 1890, no 1003.

Dès 1534, il est mentionné peintre de la reine Éléonore au dos du tableau de Pierre Aymeric. Cette commande prestigieuse a probablement un lien avec le fait que la reine, sœur de l'empereur Charles-Quint a eu une jeunesse dans les Pays-Bas, et que Joos van Cleve, venu d'Anvers peu avant, a peint le portrait de François Ier et de son épouse.

S'il poursuit une production destinée à des clients moins illustres de la noblesse ou de la bourgeoisie, son talent lui permet de gagner à nouveau les faveurs royales en 1536 ; à l'occasion du séjour de François Ier et de sa cour, il peint les portraits des enfants du roi François  Ier : Charles II, Henri II et Madeleine de France. Celui d'Henri II est un des rares portraits d'apparat qu'a réalisé Corneille. Il est alors loué par Eustorg de Beaulieu qui le rencontre en 1536-1537 lors de son séjour lyonnais au service du gouverneur Pomponne de Trivulce. Il écrit dans un rondeau élogieux : 

« Pour bien tirer ung personnage au vif

Ung painctre dict Cornylle est alloué

N'avoir en France aucun comparatif »

### Corneille, peintre du roi
En 1541, peut-être avant, Corneille est nommé peintre de la maison du Dauphin, et reste après l'accession au trône d'Henri II le peintre ordinaire du roi. Celui-ci lui donne une lettre de naturalité, qui fait de Corneille un Français. Il reste attaché à la couronne royale jusqu'à sa mort,. Dans tous les documents officiels durant les règnes de Henri II, François II et Charles IX, il porte continuellement ce titre, son choix de la religion réformée ne lui a donc pas nui sur ce point. En 1564, il jouit toujours de la faveur royale, et Catherine de Médicis lui fait l'honneur de visiter son atelier.
Il est difficile de déterminer sous quel titre précis Corneille a été peintre du roi. Il n'est inscrit sur aucun États des officiers domestiques du Roy conservés, même si les lacunes de ce document ne permettent pas de trancher en faveur de son absence complète. Par ailleurs, les privilèges d'exemptions fiscales qui accompagnent cet enregistrement ne semblent pas avoir été toujours accordés par le consulat de Lyon à Corneille, sans que les lacunes, là également, de ces documents ne permettent de trancher. De plus, la législation sur ce sujet des statuts et privilèges étant floue et fluctuante, il semble que ce point doive rester sans solution nette.

### Corneille, peintre lyonnais

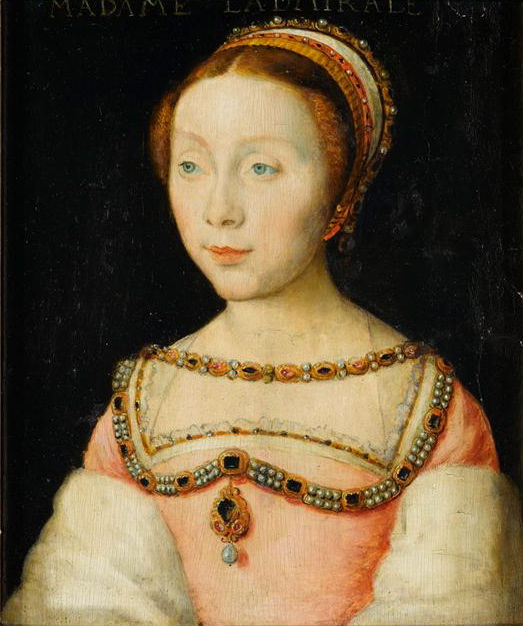
Françoise de Longwy, épouse de l'amiral Philippe Chabot, puis de Jacques de Pérusse, seigneur d'Escars, DdG no 12, vers 1536-1540, château de Versailles, MV 3144

Malgré cette fonction, le peintre reste à Lyon. Il ne suit pas la cour à Paris ou dans ses déplacements. Pleinement intégré à la société lyonnaise, il se marie avec Marguerite Fradin. Il a une nombreuse famille, est propriétaire de plusieurs maisons à Lyon et d'une maison de campagne à Vénissieux.

#### La famille de Corneille
Il épouse Marguerite Fradin avant 1547. Elle est la fille de l'imprimeur François Fradin, spécialisé dans l'édition d'ouvrages juridiques, notamment les Corpus juris civilis et Corpus juris canonici. Personnage important de la cité durant les années 1530, il possède une maison rue Raisin et est le chef du pennon Annemond Perret. Il décède en 1537. Par testament, il lègue une somme de 250 livres devant être payée par ses frères. Le flou du document entraîne un conflit juridique tranché par la sénéchaussée en 1552, date à laquelle Corneille acquiert un droit sur les loyers d'une maison rue Écorchebœuf louée à un boucher. Le beau-père de Corneille laisse derrière lui son épouse née Clémence Chenard, deux fils Pierre et Jean et une autre fille Françoise.
Le mariage de Corneille est probablement à l'origine de sa demande de naturalisation. En effet, en tant qu'étranger, il ne paye pas les taxes urbaines ordinaires, mais en cas de décès, ses biens sont saisis en vertu du droit d'aubaine.
Son mariage avec Marguerite a dû lui ouvrir les portes de la bonne société lyonnaise. En effet, l'un de ses beaux-frères est marié à une parente du poète Jean Girard et l'autre à une importante famille florentine. Durant toute sa vie, Corneille réside près de sa belle-famille.
C'est toutefois en tant que peintre du roi qu'il acquiert une réputation dont on peut discerner les traces via les registres des nommées urbaines, c'est-à-dire les listes d'impositions. En effet, plusieurs voisins se situent géographiquement en indiquant « jouxte le painctre du roy ». Le quartier où il réside mélange les classes sociales aisées ou modestes, mais parmi ses voisins on trouve un graveur de monnaie, un changeur, un maître de sa corporation ou un des plus importants notaires de la ville.
Corneille et Marguerite ont quatre filles, Clémence, Marguerite, Jane, Regne (ou Renée), et deux fils, Jacques et Christophe. Clémence est la seule fille dont on connait le mariage. Elle épouse l'artiste Jean Maignan, qui est huit fois maître de la corporation des peintres et sculpteurs. Il travaille pour plusieurs entrées royales dont celle d'Henri IV en 1595 et celle de Marie de Médicis en 1600. Il est également connu comme architecte et a travaillé à l'église Saint-Bruno-les-Chartreux de Lyon. On ne sait que peu de choses sur les autres filles de Corneille, sauf que l'une est célébrée comme peintre de talent par Antoine du Verdier dans ses Diverses leçons. Les deux autres fils sont peintres comme leur père, mais ils ne prennent pas sa suite dans l'art des portraits. Christophe est ainsi partie prenante des entrées royales aux côtés de son beau-frère Jean Magnan. Par ses fils, Corneille fonde une lignée d'artistes peintres lyonnais jusqu'à la fin du XVIIe siècle.

#### Les maisons de Corneille, son insertion dans la société lyonnaise

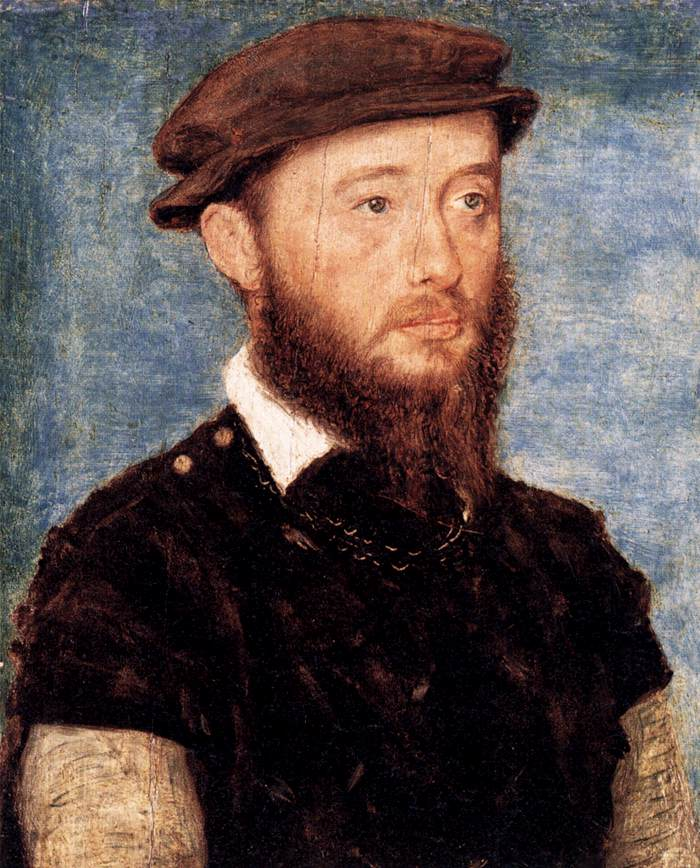
Jean de Bourbon-Vendôme ?, env. 1550, DdG no 101, musée du Louvre, RF 357.

Les premières habitations connues de Corneille sont abénévisée par les Antonins du monastère de Saint-Antoine-en-Viennois le 23 octobre 1550. Il s'agit de deux maisons, l'une à deux étages et l'autre à un seul (sur rue du Temple). En 1566, Corneille fait certifier cet accord par une reconnaissance contresignée par l'abbé du monastère François de Langeac. Les troubles religieux devaient faire craindre à ce réformé des menaces sur ses biens et, de fait, il ne subit aucune confiscation lors des représailles menées contre les protestants de l'hiver 1567 - 1568. Son atelier est installé rue du Temple, dans l'une de ces deux demeures.
Corneille possède également une troisième maison rue du Temple, mais il ne subsiste aucun document dessus. On peut juste établir qu'elle se situait en face du portail de l'église de Confort,,.
Aucune de ces maisons ne sont de riches demeures. Constatée comme sans locataire en 1556, celle en face de Confort est supposée être l'habitation de Corneille. Les deux autres sont louées l'une à un teinturier de soie et l'autre à un pérollier.
En 1560, Corneille acquiert une maison modeste à Vénissieux ainsi qu'un terrain attenant.
À partir de 1557, il est convoqué à certaines des réunions de notables destinées à prendre des décisions importantes ou montrer l'unanimité des Lyonnais face à une décision royale. De même, il est intégré au pennonage de son quartier et possède donc des armes pour la défense de la cité. Comme les autres, il est désarmé en 1561 par le consulat qui craint une escalade de la violence confessionnelle.

#### Le métier de peintre

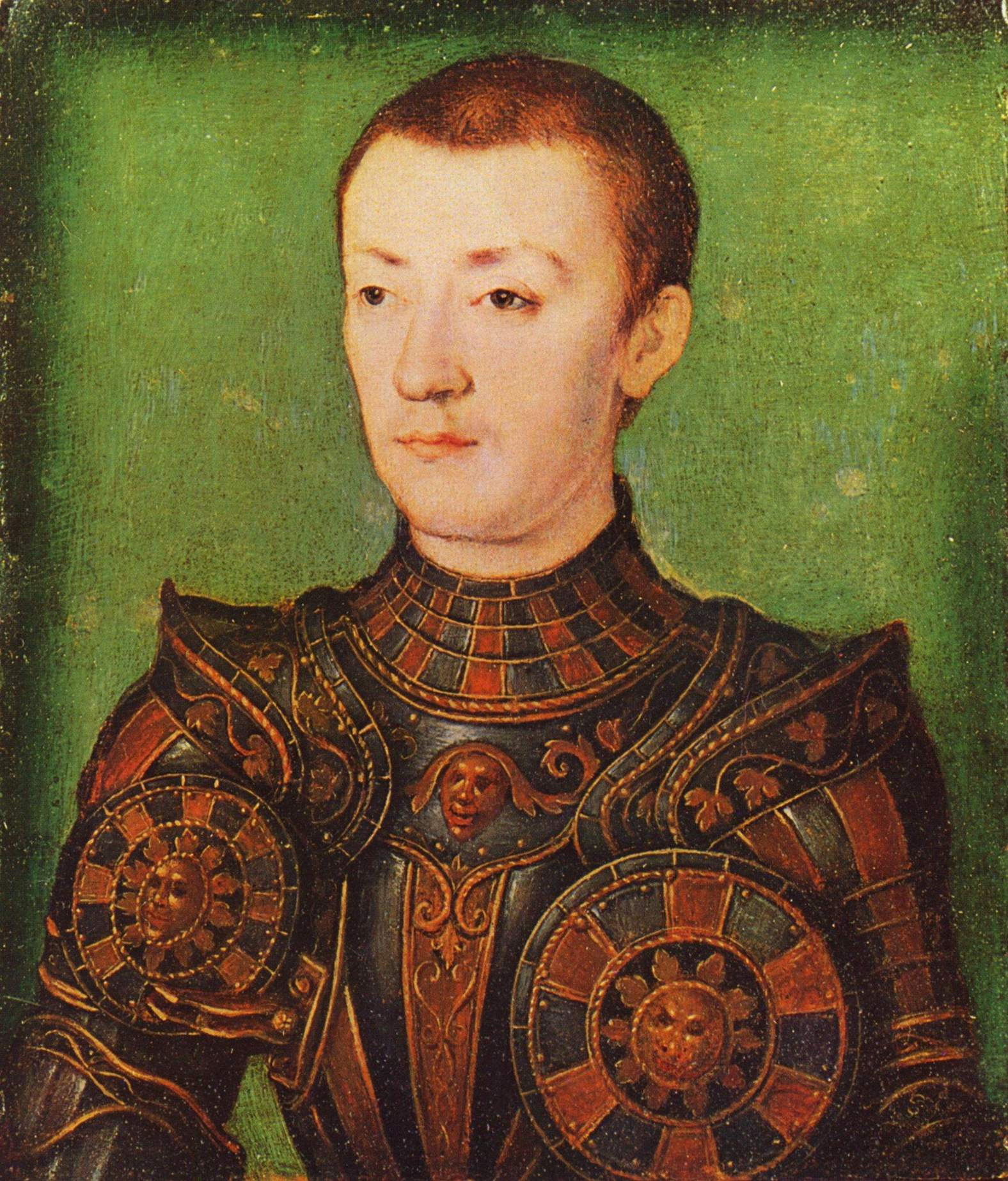
Portrait du dauphin Henri, vers 1536, DdG no 29, Modène, Galleria Estense, Inv. 312.

De nombreuses informations sur son quotidien nous sont fournies par le chroniqueur de Catherine de Médicis : Pierre de Brantôme. Lors du passage à Lyon de la reine en juin 1564, celle-ci se rend dans l'atelier de Corneille, qu'elle avait déjà rencontré dans sa jeunesse et dont il avait fait le portrait. Brantôme indique que Corneille conserve dans une grande chambre « tous les grands seigneurs, princes, cavalliers, et grandes roynes, princesses, dames et filles de la court de France » et ajoute que la reine « prist fort grand plaisir à telle veue » et « s'y ravit en la contemplation, si bien qu'elle n'en peust retirer ses yeux de dessus ». Cette pièce permet à Corneille, qui ne semble vivre que de son métier de portraitiste, de présenter une galerie de ses réalisations à ses clients. Ainsi, en 1551, l'ambassadeur de Venise à la cour de France Giovanni Capello se fait l'écho de cette galerie lors de son passage à Lyon. Ces témoignages montrent que Corneille, lorsqu'il peint de grands personnages, conserve une copie dans cette pièce de son atelier conçue comme un espace d'exposition. Corneille, sa famille et ses assistants nourrissent donc le marché naissant des portraits de notables, comme Lucas Cranach, en Saxe. Pour la Noël 1564, en récompense de son talent, Catherine de Médicis lui fait accorder par son fils en vertu du droit d'aubaine des biens d'un voyageur savoyard décédé sans avoir été naturalisé.
Corneille est pleinement intégré dans le quartier où de nombreux artistes vivent. Les échanges et les entraides sont plusieurs fois visibles. Ainsi, lorsque Georges Reverdy doit exécuter plusieurs estampes de monarques français, il s'inspire de tableaux de Corneille, probablement avec son accord, et ceci d'autant plus facilement qu'il habite le même quartier que lui et que la belle-famille de Corneille fait appel à lui pour réaliser les gravures de leurs marques d'imprimerie.

### Corneille, chrétien protestant, durant les guerres de Religion

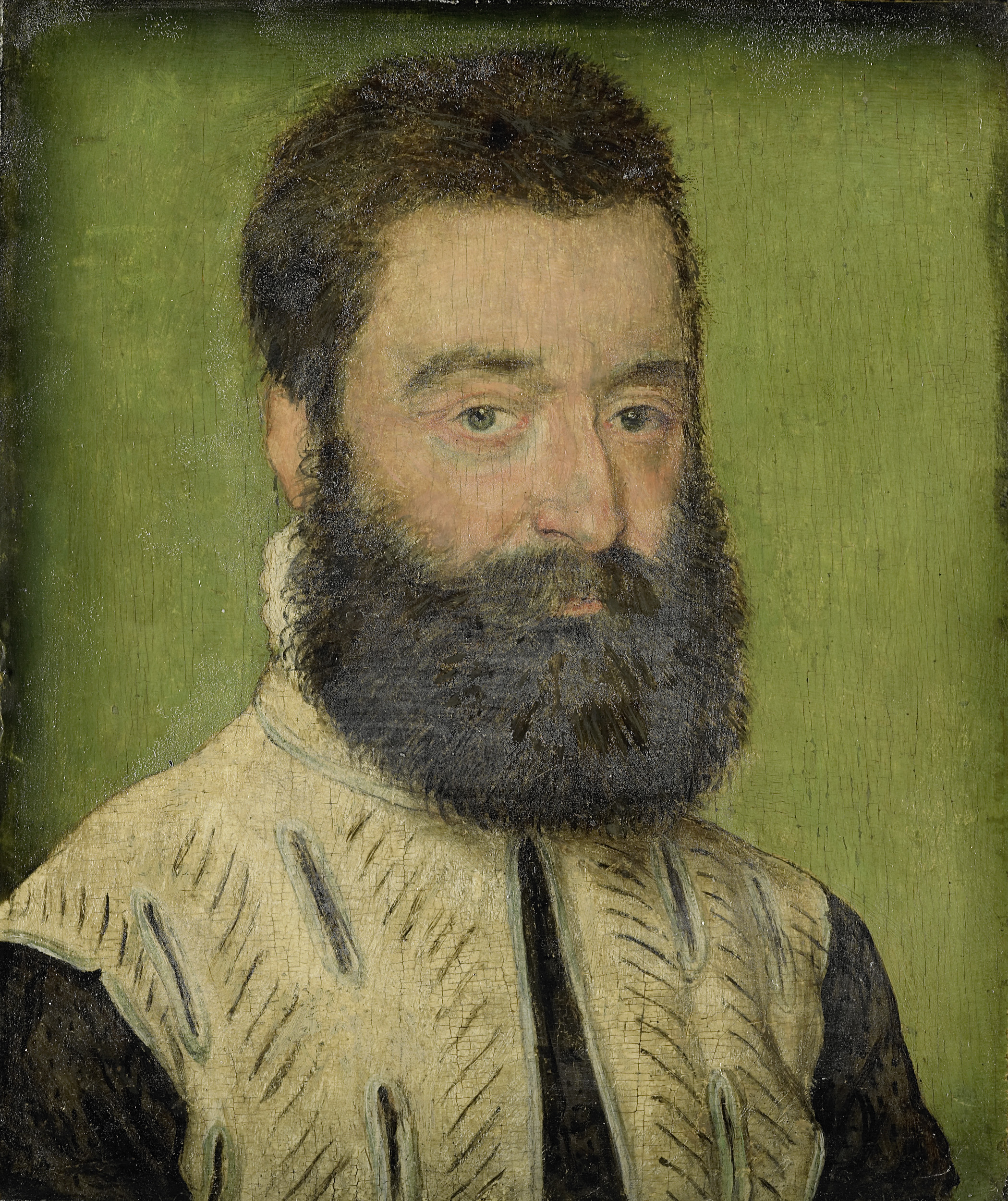
Portrait de Barthélemy Aneau, v. 1540, DdG no 81, Rijksmuseum Inv. A.3037.

La dégradation de la situation religieuse lyonnaise l'affecte. Son appartenance à la religion réformée n'apparait dans les archives qu'en 1567 lors d'un emprunt forcé sur les protestants lyonnais, où il figure et paye cent livres. Anne Dubois de Groër estime qu'il ne faut pas faire de lien entre son origine géographique et sa religion, s'appuyant sur les travaux de Jean Delumeau pour mettre en avant le fait que les idées luthériennes se sont répandues aussi rapidement à Lyon qu'aux Pays-Bas. Corneille a pu trouver à de nombreux endroits de la cité des possibilités pour s'initier aux nouvelles idées religieuses, mais deux personnes proches de sa belle-famille sont des réformés actifs : Balthazar Arnoullet et Jean Frellon, deux imprimeurs qui publient ou vendent des ouvrages réformés. Il semble avoir réalisé le portrait d'un humaniste lyonnais important dont les idées religieuses tendent vers la réforme : Barthélemy Aneau.
Si la preuve formelle de son appartenance à la nouvelle religion ne date que de 1567, on remarque qu'il fait enregistrer formellement par la sénéchaussée ses lettres de naturalisation, qu'il avait pourtant obtenues dix-huit années auparavant. Mais c'est cette même année que les pasteurs Viret et Chaillet sont exilés par le consulat catholique parce qu'ils sont étrangers, il a donc pu se sentir en danger d'être expulsé et ses biens saisis.
Comme les autres réformés, il est soumis à des mesures fiscales discriminatoires à partir de 1567. Il se convertit pour échapper aux persécutions en 1569. Les difficultés des années 1560 diminuent les commandes qu'il reçoit, et son niveau de vie s'en ressent, la chute semblant avoir lieu entre 1569 et 1571, comme l'indiquent les registres des taxes et impôts. Il reste toutefois apprécié d'une partie de l'élite lyonnaise, comme le prouve le tableau que lui a commandé le consul François Guerrier de Combelade vers 1570. De fait, en 1574, le consulat le confirme encore dans ses privilèges de personne attachée au roi,.
Il meurt en 1575 et est enseveli le 8 novembre dans le couvent des Jacobins, auprès de sa femme.
Ses descendants comptent de nombreux peintres, dont une femme.

## L'art de Corneille
L'art de Corneille est novateur et tranche avec les canons du portrait de l'époque. Produites en grande quantité, ces œuvres trouvent leur public et le terme de « Corneille » est finalement utilisé pour désigner ces petits portraits. Après sa mort, il tombe progressivement dans l'oubli. Redécouvert au XIXe siècle, l'établissement du corpus de ces œuvres se révèle complexe et passe par des périodes de confusions et d'erreurs. La première synthèse complète sur l'artiste n'est publiée qu'en 1996 par Dubois de Groër.

### Style et technique

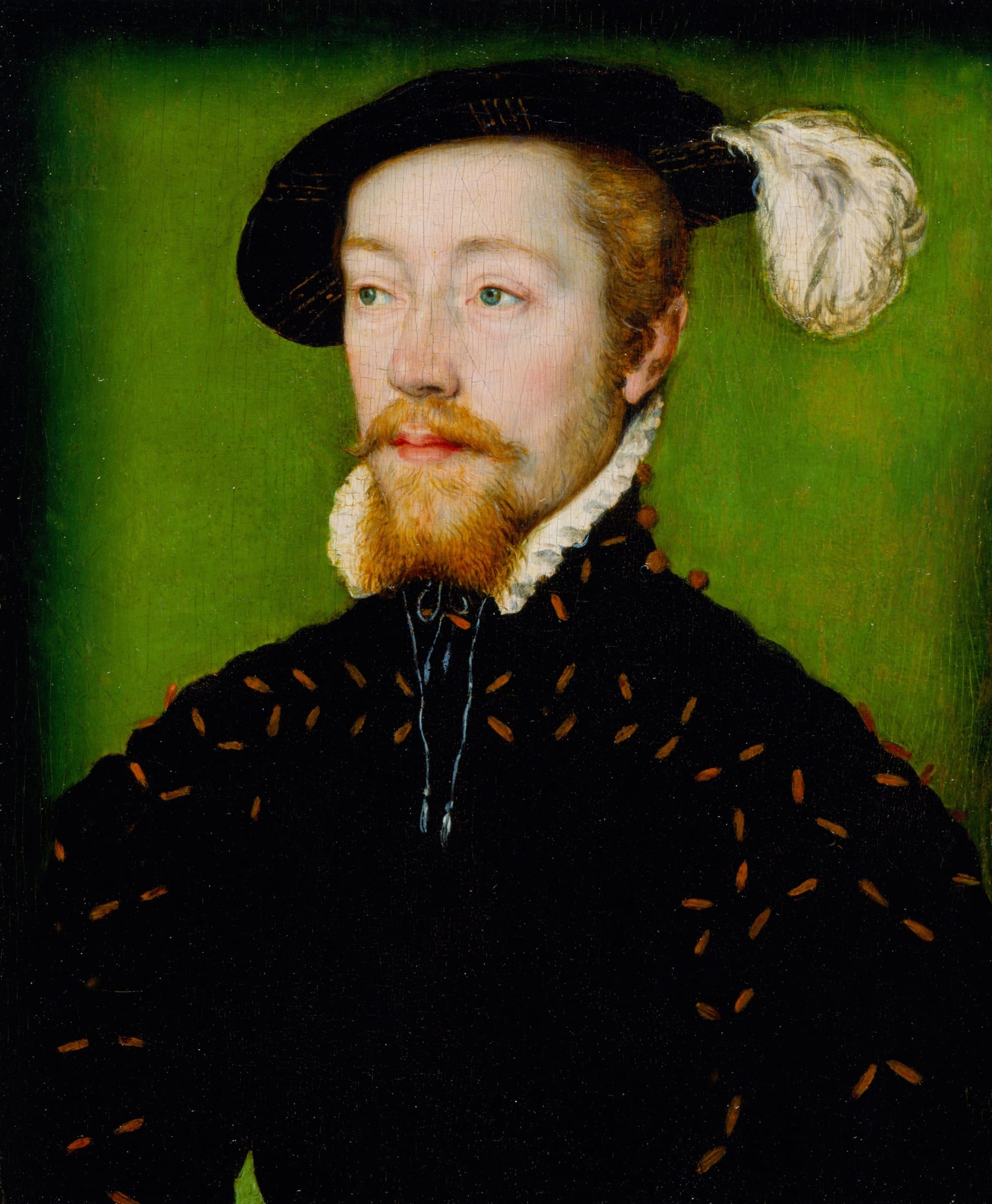
Portrait supposé de Jacques V d'Écosse, DdG no 53, Londres, The Weiss Gallery.

Corneille réussit « la synthèse de sa culture nordique et de la tradition de Perréal, vive à Lyon. Naturels et immédiats, toujours vifs d'expression et lumineux de matière, ses portraits, tels ceux de Pierre Aymeric ou de la duchesse d'Étampes, se caractérisent, selon les cas, par des accents graphiques francs qui se distinguent de la manière plus fondue de Clouet et s'inscrivent dans le lignage d'un Jacob Cornelisz van Oostsanen ou d'un Lucas de Leyde, ou par une fluidité de matière et une transparence dans les carnations qui lui sont propres et qui sont inédites ».

#### Composition
Les portraits réalisés par Corneille sont pratiquement des miniatures, généralement de la taille d’une carte postale. Il travaille principalement à l’huile sur des supports de bois. Il peint les zones de chair très légèrement alors que les arrière-plans naturels sont plus forts. Son style se rapproche de celui d’Hans Holbein l'Ancien, particulièrement dans l’utilisation de bordures.

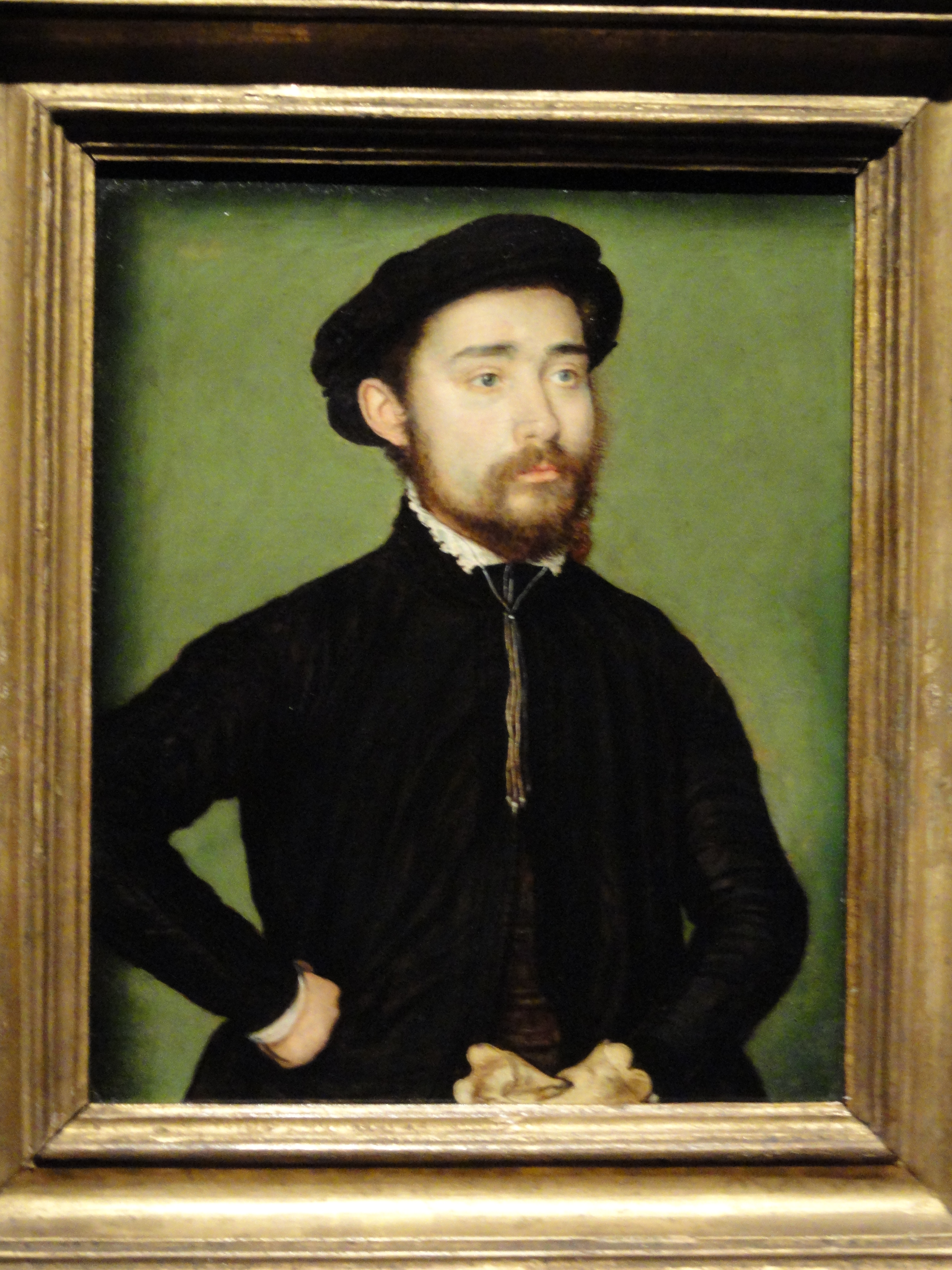
Inconnu - Portrait d'homme aux gants, DdG no 99, Indianapolis, musée d'art d'Indianapolis, Inv. 43.109.

Cette utilisation des petites dimensions tranche avec la vogue en cours à son époque : « le portrait de grandeur nature s'imposait comme l'index de compétences dans le genre. Durant les années au cours desquelles Corneille faisait le commerce de ses petits panneaux, on observe même une vogue pour d'imposantes représentations en pied, d'abord dans les territoires des Habsbourg, puis dans presque toutes les cours princières ».
Ce parti-pris de réaliser de petits formats l'entraîne à ne représenter que la tête et le buste. Ceux-ci sont orientés soit à gauche, soit à droite. La lumière provient quasi exclusivement de la gauche, ce qui signifie qu'il avait l'habitude de traiter tout le monde de la même manière, et au même endroit de son atelier. Il choisit pour les portraits féminins presque toujours une orientation vers la lumière, ce qui l'amène à adoucir les ombres, à peine marquées. Lorsqu'il fait tourner la tête vers la droite, Corneille marque davantage les contrastes, notamment autour de l'œil gauche du modèle, sur le front ou la joue. Ce jeu sur les ombres est volontaire, comme en témoigne le tableau de Claude de France, orienté vers la droite, avec des ombres fortement détachées. Une copie d'atelier inversée montre ainsi un visage quasiment sans ombre. De manière générale, l'artiste atténue les ombres à partir des années 1540, ces derniers tableaux n'en portant presque pas.
Cette volonté de ne représenter que la tête et le buste est mise en lumière lorsque Corneille essaie de placer dans le cadre les bras et les mains du modèle. Cela aboutit parfois à des compositions défectueuses comme dans le portrait de François de Montmorency ou l’inconnu aux gants du musée d'arts d'Indianapolis. Le visage très réussi tranche avec le reste du corps, maladroit, signe peut être d'une production hâtive, et preuve de l'absence de véritable préparation du tableau.

#### Style et détails

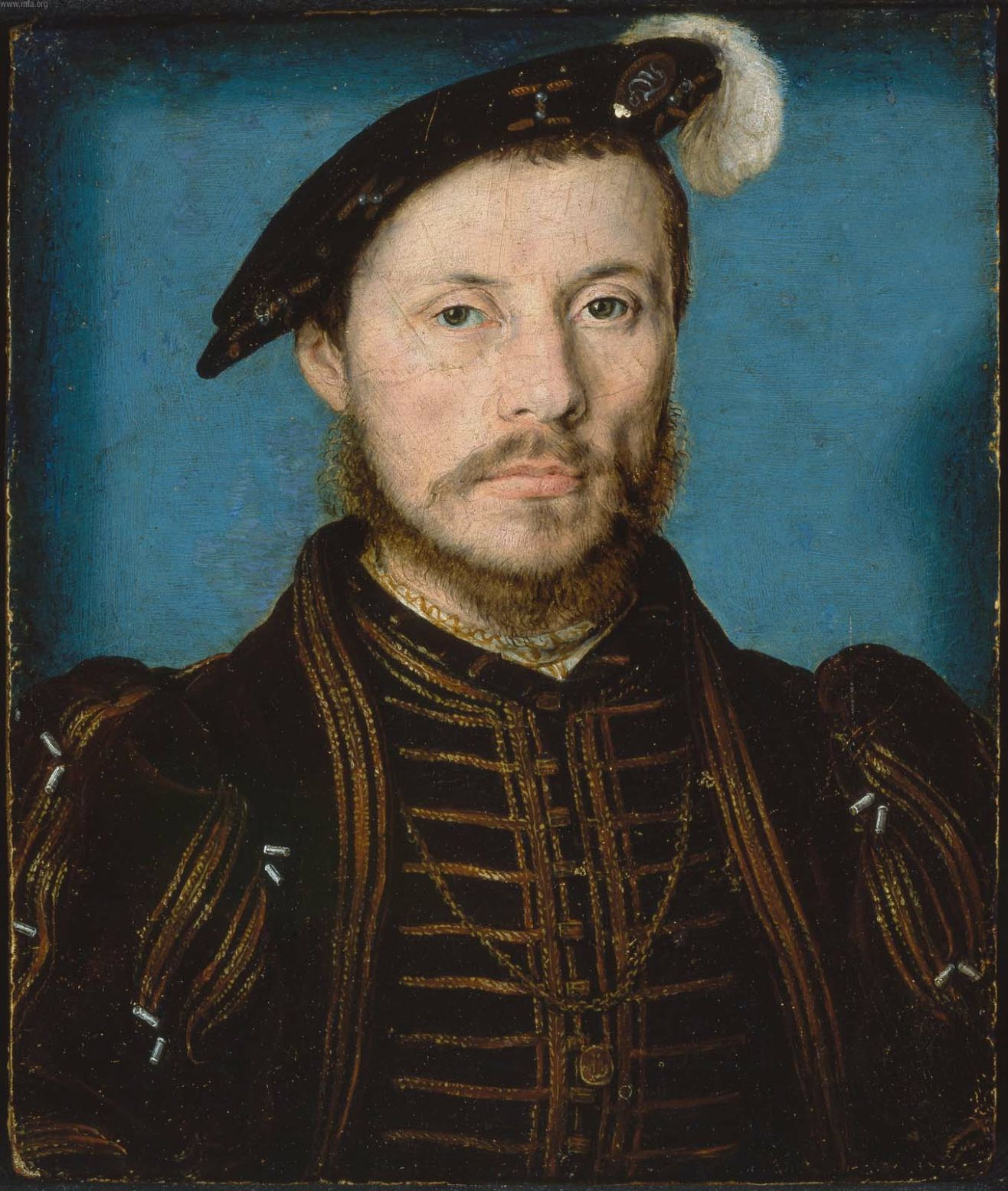
Portrait d'Anne de Montmorency, 1533 ou 1536 (?), DdG no 10, Boston, musée des beaux-arts, Inv. 24.264.

À la différence de nombreux portraitistes de cour contemporains de Corneille, celui-ci n'accorde pas une grande importance à la parure. Les vêtements sont réalisés avec précision, mais il n'y a que rarement des broderies ou des perles. De tels ornements sont réservés aux personnages prestigieux. Ces modèles sont toujours réalisés sobrement sur fond vert, des trois-quarts, en buste ou à mi-corps. Les regards, les cheveux et les barbes sont détaillés avec soin. Parmi les anonymes, nombreux sont probablement des notables lyonnais ou des voyageurs passant dans la ville, attirés par les foires.
Corneille se concentre sur les traits principaux du visage. Il fait systématiquement les poils de barbe ou les cheveux presque un à un. À l'inverse, il dessine très peu de cils. L'œil est réalisé avec un point blanc dans l'iris, et une autre couleur pour le modelé. La plupart du temps, la direction des regards des notables et bourgeois sont fixés sur les personnes qui regardent le tableau, tandis que les personnes de haut rang regardent l'horizon, le lointain. Les lèvres sont délicatement travaillées, avec la commissure indiquée d'une ligne sombre et la lèvre inférieure rehaussée d'une ombre. L'une des rares parties du visage quelquefois plus hâtivement traitées sont les oreilles.
Corneille traite les fonds de ces tableaux par des à-plat de couleur. Il utilise le plus souvent du vert, vert olive ou vert tilleul. Il peint les fonds moins fréquemment en bleu, et plus rarement en marron ou même noir. Les couleurs de fond sont souvent travaillées et retravaillées pour apporter une harmonie à l'ensemble, pour réagir en contraste avec les tons du portrait. Ainsi, on ne trouve chez aucun tableau de Corneille de fond parfaitement uni.

#### Réalisation
On ne connait aucun dessin de lui, ce qui laisse supposer qu'il peint directement sur le support, technique rare à l'époque, qui prouve un grand savoir-faire. On connait très peu de peintres travaillant ainsi sans dessin préparatoire, mais l'exemple de Louis Léopold Boilly prouve que c'est tout à fait réalisable,. Il existe souvent plusieurs versions d'un même tableau, produites au sein de son atelier pour répondre à une demande concernant des personnages célèbres. Il est quelquefois délicat de repérer l'original peint par le maître de ceux de ses assistants. Ce n'est pas le cas des tableaux de personnages plus anonymes, réalisés par le maître.
Plusieurs spécialistes estiment probable que Corneille travaille d'après des dessins, l'exemple le plus flagrant étant Jean de Taix.

### Réception des œuvres

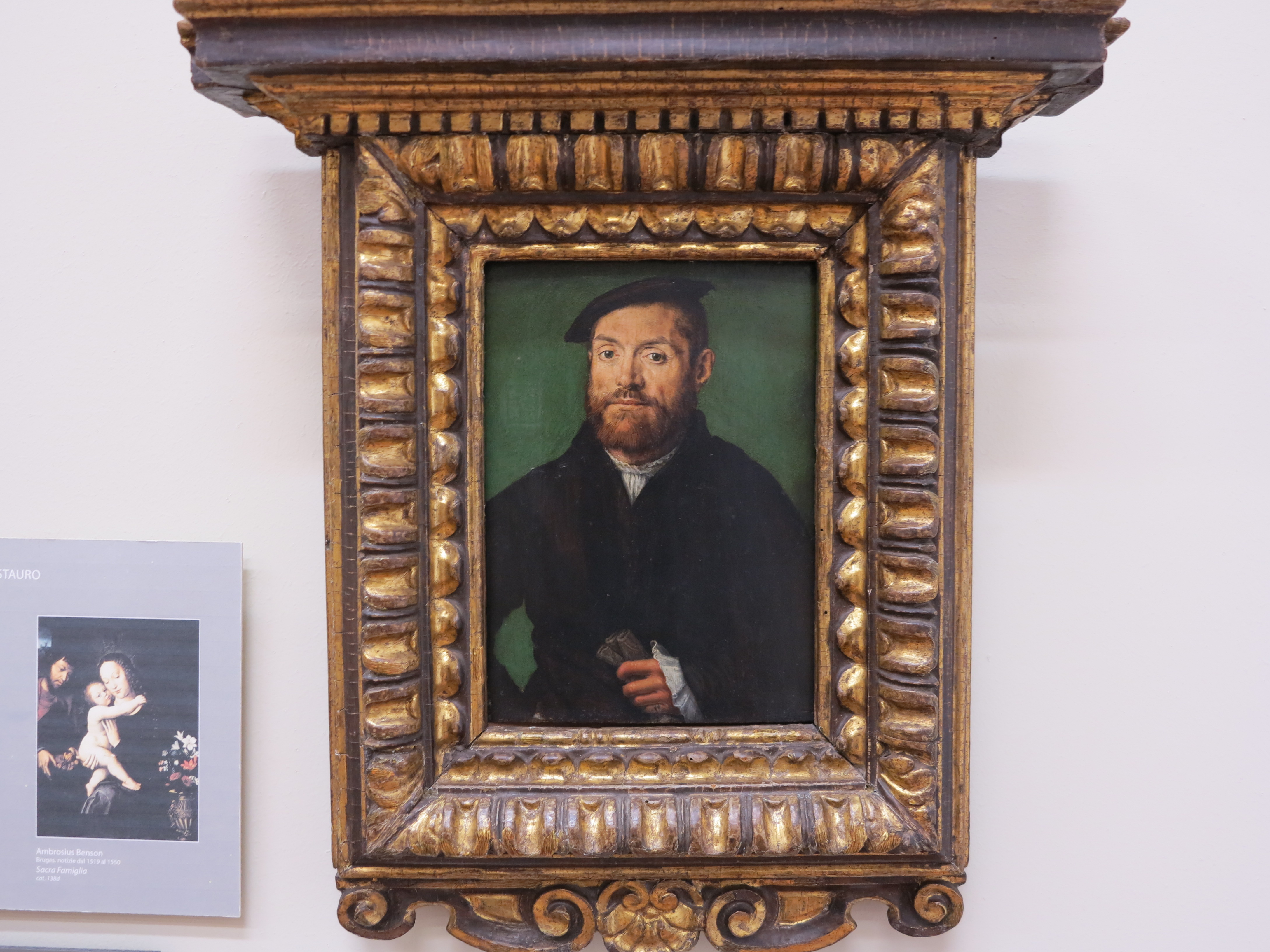
Inconnu, date inconnue, DdG no 06, Venise, Gallerie dell'Accademia.

Malgré un travail à contre-courant de la mode des portraits de l'époque, l'œuvre de Corneille, de sa famille et de son atelier en général a une reconnaissance durable. Ainsi se répand dans le monde de l'art le terme « Corneille » pour désigner un tableau de cette dimension et ce style. Ceux-ci sont progressivement évalués comme des objets précieux et certains sont alors agrémentés d'encadrements souvent imposants, augmentant largement la surface de l'œuvre. Certaines des bordures sont incrustées de pierres et décorées d'une polychromie raffinée.
Parmi les tableaux ainsi décorés, il y a Jean d'Albon, sieur de saint-André, Le duc d'Estampes, Mellin de Saint-gelais ou l’inconnu de la Gallerie dell'Accademia.

### Postérité de Corneille

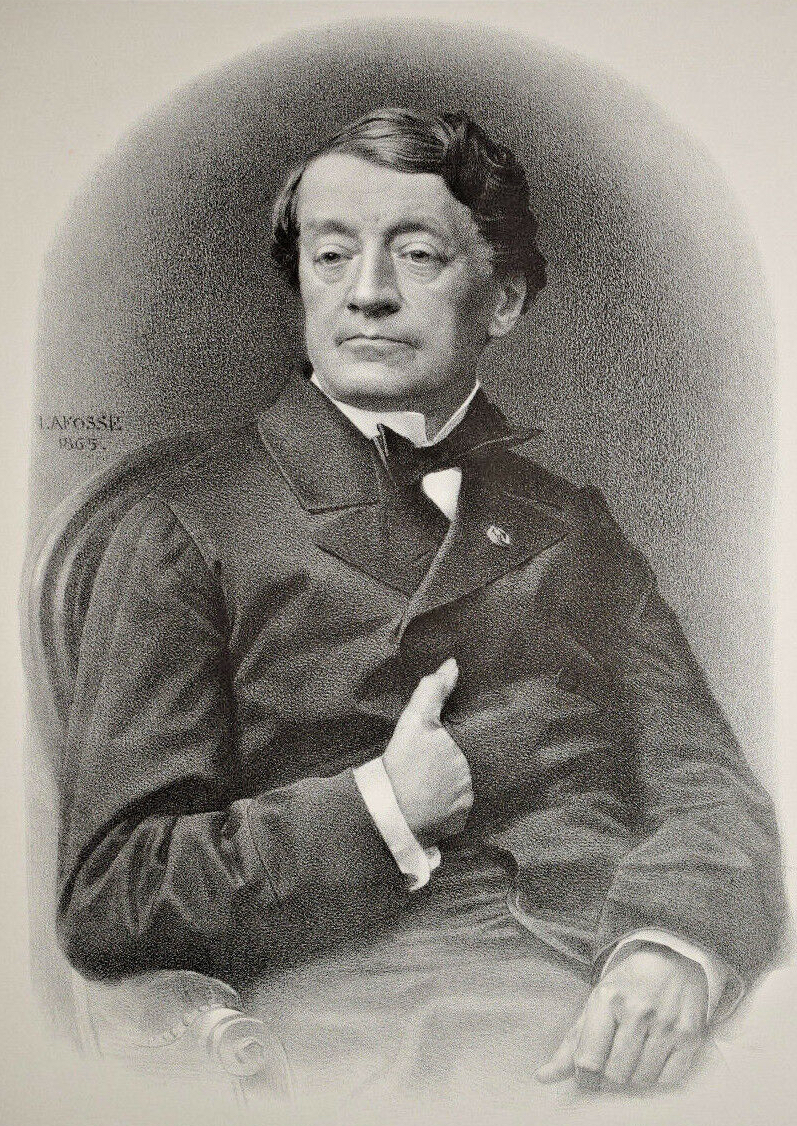
Léon de Laborde, celui qui redécouvre Corneille.

La renommée de Corneille semble avoir duré jusqu'au XVIIe siècle. Le premier collectionneur à avoir tenté de réunir une collection des œuvres du peintre est François Roger de Gaignières durant la seconde moitié du XVIIe siècle. Il demande ainsi avec insistance à plusieurs de ses amis lyonnais de lui trouver les petits portraits, dont le marquis de Coulanges et M. de la Valette. On a une preuve de la réussite de ses recherches par le nombre de cachets aux armes de Colbert de Torcy apposés derrière les portraits lorsque sa collection est léguée au roi en 1711. Elle est assez large et homogène pour que l'on ait pu, jusqu'à une époque récente, les prendre comme point de départ pour l'identification des autres réalisations de l'artiste.
Après Gaignères, Corneille tombe dans l'oubli pendant plus d'un siècle. Ce sont les textes, notamment celui de Brantôme et d'Eustorg de Beaulieu qui éveillent l'intérêt d'érudits sur le peintre, l'un des premiers étant Léon de Laborde,.
Henri Bouchot en 1892 est le premier qui établit des relations entre des œuvres et des textes, surtout ceux de Gaignières, même s'il attribue fautivement à Corneille des copies médiocres. Il se fourvoie également lorsqu'il estime Corneille graveur et qu'il lui attribue la Promptuaire des médailles. Cette qualification de graveur aura une petite postérité et Alexandre-Pierre-François Robert-Dumesnil comme Henri Baudrier estiment qu'il est le réalisateur des effigies des rois de France. Ces errements viennent en partie des inventions de Jacques Pernetti qui lui donne comme prénom Claude sans aucune justification et lui attribue l’Épitome des Rois de France. L'invention de ce prénom est également à l'origine de la confusion entre Corneille et Maître CC.
Un peu plus tard, Étienne Moreau-Nélaton s'écarte des attributions osées de Bouchot dans son ouvrage de 1924 et préfère conclure à l'impossibilité d'attribuer correctement des œuvres à Corneille. La même année, Louis Dimier reprend lui les conclusions de Bouchot en tenant d'y apporter de l'ordre. Pour ne pas mélanger des œuvres de qualité inégale, il crée trois artistes : « le peintre de Brissac », « l'anonyme de Monsieur Benson » et « le peintre de Rieux-Châteauneuf ». De nos jours, la plupart des critiques restituent à Corneille une partie des œuvres que Dimier a séparées, mais ces subdivisions et l'idée de peintres différents subsistent encore chez certains auteurs.
« La découverte du portrait de Pierre Aymeric par M. Paul Roudié puis son acquisition par le musée du Louvre ont obligé à reconsidérer tout ce qui avait été écrit sur Corneille, et notamment par Dimier ». Ce tableau découvert en 1962 porte une inscription explicite de la main même du modèle mentionnant Corneille de la Haye comme étant le peintre. Il a permis de reprendre l'ensemble du corpus d'œuvres pour rétablir de manière bien plus assurée les attributions.
Malgré la grande importance de Corneille dans l'art de la Renaissance et plus particulièrement dans le genre du portrait, la première monographique d'envergure n'a été établie qu'en 1996 par Anne Dubois de Groër.

## Œuvres
Corneille a réalisé environ cent cinquante tableaux répertoriés, produits en une quarantaine d'années. Ses œuvres sont exposées dans plusieurs musées, principalement au musée du Louvre à Paris et au Metropolitan Museum of Art de New York. Le catalogue ci-dessous reprend la classification d'Anne Dubois de Groër, la plus récente monographie sur Corneille, qui les classe dans un ordre chronologique. Elle est notée DdG n°...
Il est malaisé de distinguer les originaux de Corneille des répliques, qu'elles soient issues de son atelier ou d'autres origines. Dubois de Groër a préféré établir une synthèse exhaustive sans tenter de séparation. Dans la plupart des cas, seule la qualité de l'exécution peut donner une indication quant au peintre qui a effectivement réalisé le tableau. Par ailleurs, rapprocher dans une même étude plusieurs versions d'un même portrait permet des déductions intellectuellement fructueuses.

### Œuvres attribuées mais non conservées
Le poète Pontus de Tyard mentionne, dans un sonnet composé à Lyon, avoir demandé à Corneille de tracer le portrait de sa maîtresse.

« J'estois pensif, melancolic et sombre,

Comme vexé de maint present dommage,

Quand, « Pourtrais (dy-je au flaman) ceste image,

Pour m'estre saint recours à tout encombre.» »

Ce portrait est un profil à gauche, dans un cadre rond, orné de godrons et de galons. La femme tient dans sa main gauche une bague. On n'a pas retrouvé ce portrait.

### Œuvres présentes au musée du Louvre
Douze tableaux  (situation de décembre 2021), dans l'ordre chronologique des dates portées sur les cartels  (six sont attribués à l'atelier) :
- Pierre Aymeric, marchand de Saint-Flour et qui deviendra consul de Lyon, 1534, DdG no 1, huile sur bois, 16,5 × 14 cm, Paris, musée du Louvre, RF 1976-15[59]. C'est le seul portrait daté, et qui a donc permis d'établir la chronologie  de l'oeuvre de Corneille de Lyon.
- Portrait présumé de Jean IV de Brosse, dit de Bretagne, duc d'Etampes (1505-1564), vers 1530-1540, DdG N°46A, huile sur bois, 15.8 x 13.5 cm.

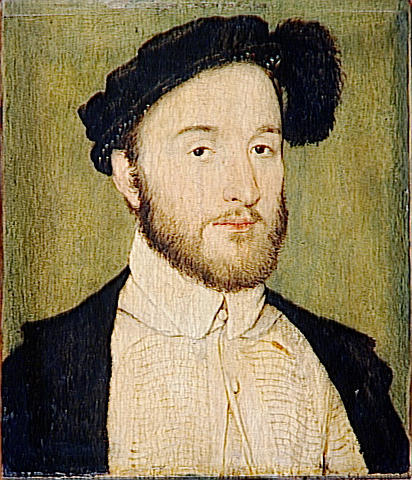
Charles de La Rochefoucauld, comte de Randan, 1550-1555, DdG no 116, Paris, musée du Louvre, RF 1961-10.

- Charles de La Rochefoucauld, comte de Randan, 1550-1555, DdG no 116, Paris, musée du Louvre, RF 1961-10.Portrait présumé de Clément Marot, vers 1536-1537, DdG no 71(1540-1545), huile sur bois, 12 × 11 cm, RF 1949-12
Dubois de Groër émet plusieurs doutes quant à la véracité de l'attribution de ce portrait à Clément Marot. Ainsi, le seul moment où Marot vient à Lyon est les années 1536-1537, âgé de plus de quarante ans, et le portrait présente une personne sensiblement plus jeune. Par ailleurs, le type de bonnet porté par le modèle n'est attesté sur d'autres toiles que dans les années 1540-1545, jamais auparavant.
Il existe une réplique de mauvaise qualité au musée Civico de Plaisance[60].

- Jacques Bertaut, contrôleur de la Maison du roi, vers 1540, DdG n°83, huile sur bois, 20 x 15 cm.
- Mellin de Saint-Gelais, bibliothécaire de François 1er, poète et musicien, vers 1545-1550, DdG75, huile sur bois, 16x14 cm.
- Charles de la Rochefoucaud, vers 1548, DdG no 116, huile sur bois, 15,5 × 13,5 cm, RF 1961-10.
Ce portrait de Charles de La Rochefoucauld dont il existe quatre répliques semble être l'original de Corneille. L'identification du personnage est faite à l'aide d'inscriptions au dos de deux répliques ainsi qu'avec un dessin conservé au musée Condé de Chantilly (catalogue Broglie, no 181)[61].
- Portrait dit de Louise de Rieux, vers 1550, DdG no 20 (bien avant 1560), huile sur bois, 16,5 × 12,5 cm, RF 669.Portrait dit de Louise de Rieux, 1555 ?, DdG no 20, Paris, musée du Louvre, RF 669.

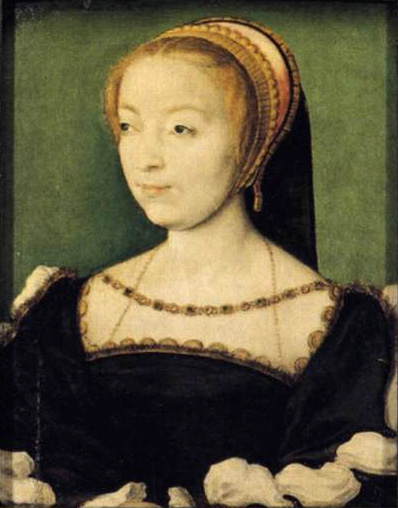
Portrait dit de Louise de Rieux, 1555 ?, DdG no 20, Paris, musée du Louvre, RF 669.

La femme représentée est traditionnellement reconnue comme étant Louise de Rieux, épouse de René de Lorraine, marquis d'Elbeuf, car une inscription ancienne au dos indique « Madame Dallebeuf ». Toutefois, Louise de Rieux née en 1531 se marie en 1555 et on suppose que le portrait a été réalisé à cette occasion. Mais comme les vêtements semblent antérieurs, la question reste en suspens.
Les traits et le costume du modèle évoquent si fortement le portrait d’Anne Stuart, Maréchale d'Aubigny qu'il semble probable qu'ils soient d'une même série[62].
- Jean d'Albon, sieur de Saint-André, gouverneur de Lyon, vers 1550, DdG n°33A, huile sur bois, 17x13 cm, RF 342.
- Jean de Bourbon-Vendôme , vers 1550, DdG no 101, huile sur bois, 19 × 15,5 cm, RF 357.

- François Guerrier, sieur de Combelande, consul de la ville de Lyon, vers 1550, DdG n°158, huile sur bois, 41x29, DL 1973-20.
- Charles de Cossé-Brissac, vers 1550, DdG n°50 (avant 1543), huile sur bois, 17x14 cm, INV. 3268.
- Anne Stuart, maréchale d'Aubigny, dit autrefois Portrait de Jacqueline de La Queille, vers 1560, DdG n°19 (v. 1536-1538), huile sur bois, 20.7 x 17 cm, FR 1938-8.

### Œuvres présentes au musée Condé de Chantilly

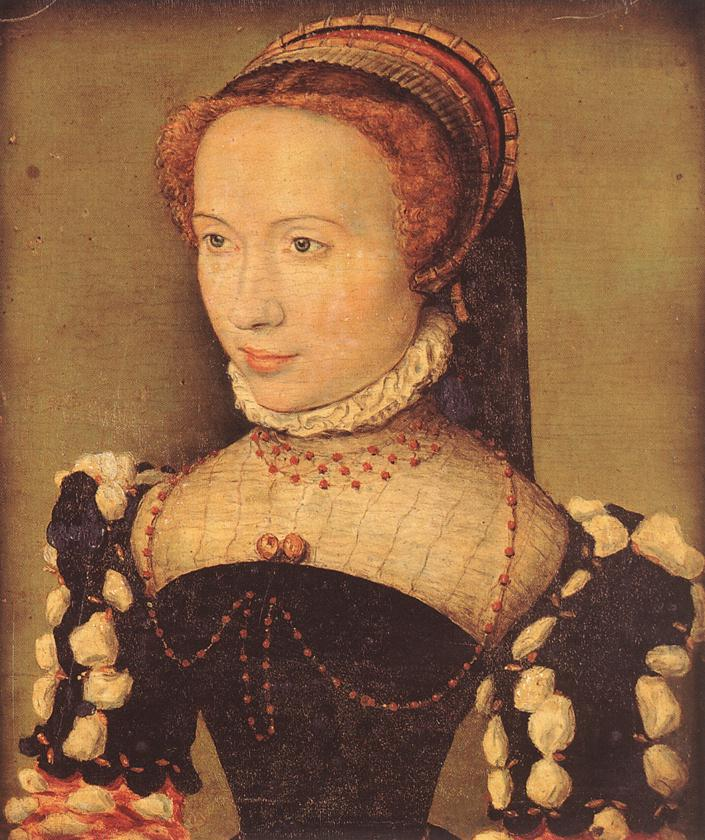
Portrait de Gabrielle de Rochechouart (v. 1574), DdG no 130, Chantilly, musée Condé.

- Portrait de Gabrielle de Rochechouart, vers 1558, DdG no 129, huile sur bois, 16 × 14,7 cm, Chantilly, musée Condé, Inv. PE246[63].

L'identité du modèle est connue par une inscription au bas du tableau : « Gabrielle de Rochechouart, dame de Lansac ». Il n'existe aucun autre portrait de cette dame pour certifier cette identification. Le mauvais état de l'exemplaire du musée Condé ne permet pas de juger correctement de la valeur du portrait, même si la finesse des traits et l'absence presque complète d'ombres sont caractéristiques de l'artiste
Au revers est présent le cachet aux armes de Colbert de Torcy.
- Portrait présumé de Gabrielle de Rochechouart, dame de Lansac, vers 1558, DdG no 130, huile sur bois, 25 × 13 cm, Chantilly, musée Condé, inv.247[65].

Ce portrait a été peint à la même époque que le DdG no 129, les costume et le style sont semblables. Toutefois, Dubois de Groër estime qu'il ne s'agit pas de la même personne, peinte à deux âges différents, le visage du modèle jeune étant plus arrondi et plus élevé que l'autre. Cette idée a été émise par Gruyer, conservateur du musée de Condé, en 1899,.
- Jean de Taix, ou Claude Gouffier ? 17 x 15 cm, vers 1553, DdG n° 77, Chantilly, musée Condé, inv. 31/249[68].
- Catherine de Médicis, Dauphine, 16 × 14 cm, Chantilly, musée Condé, inv. PE248[69].
- François, dauphin, futur François II, 17,5 × 15 cm, Chantilly, musée Condé, inv. PE244[70].
- Marguerite de France, future duchesse de Savoie, 22 × 15 cm, Chantilly, musée Condé, inv. PE245[71].

### Œuvres présentes au Brooklyn Museum
- Le comte de Nanteuil ou Portrait of a Man in a Velvet hat, 1536, DdG no 36, huile sur bois, 19,5 × 17,2 cm, New York, Brooklyn Museum, inv. 32.790
Ce tableau, ainsi qu'un identique conservé au musée de Nancy, sont des répliques de qualité médiocre d'un original perdu et peint vers 1536[72].
- Inconnu ou Portrait of a Man with Right Hand, années 1530, DdG no 61, huile sur bois, 15,6 × 13,4 cm, inv. 32.779
Charles Sterling a proposé d'intégrer ce portrait dans le corpus de l'« anonyme Benson ». Toutefois, le traitement de la pilosité et le style général sont de Corneille[73].
- Portrait of a Man Opening a Package, env. 1550, 23,5 × 18,4 cm, inv. 32.785
- Portrait of a Lady, 1553-1557, 14,6 × 19,1 cm, inv. 32.788
- Portrait of a Man with Brown Beard, env. 1545-1555, 19,7 × 16,2 cm, inv. 32.780
- Portrait of a Man in Black Costume, 21,6 × 14,9 cm, inv. 32.781
- Portrait of a Man, said to be Théodore de Bèze, 17,8 × 11,4 cm, inv. 32.775
- Portrait of a Young Woman, 1555-1565, 13,3 × 17,1 cm, inv. 34.492
- Portrait of a Man, env. 1545-1560, 17,8 × 15,2 cm, inv. 32.787
- Portrait of a Gentleman with a Medallion, milieu du XVIe s., 17,5 × 15,2 cm, inv. 32.789
- Portrait of Mlle de Cosse, milieu du XVIe s., 16,5 × 13,0 cm, inv. 32.778
- Portrait of a Monk, milieu du XVIe s., 16,5 × 12,7 cm, inv. 32.786

### Œuvres présentes au musée des beaux-arts de Nancy

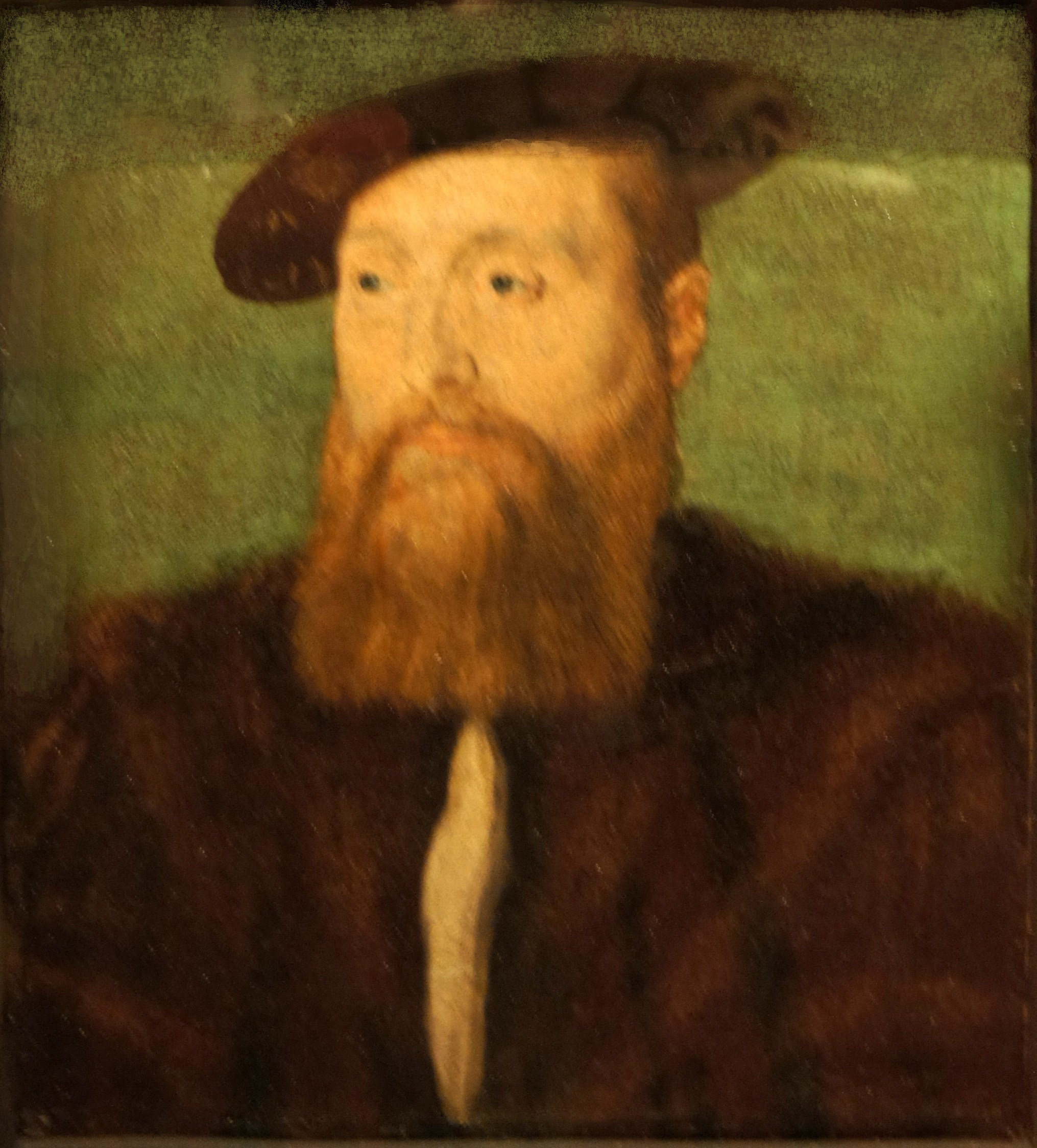
Le comte de Nanteuil, date inconnue, DdG no 36, Nancy, musée des beaux-arts.

- Le cardinal Robert de Lenoncourt, XVIe siècle, DdG no 43, huile sur bois, 21,5 × 18,5 cm, Nancy, musée des beaux-arts, Inv. 759.
Par certains aspects, le dessin des yeux, de l'oreille, de l'épaule et de la tête, ce tableau de Robert de Lenoncourt est très proche de L'Inconnu conservé au Palazzo Bianco de Gênes (Inv. P.B. 213), du Portrait d'un franciscain de la National Gallery de Washington (Inv. 1965.8.1) ou du Portrait d'homme blond du musée des beaux-arts d'Agen (Inv. 45 P.)[74].
- Portrait du comte de Nanteuil, XVIe siècle, DdG no 36, huile sur bois, 20 × 18 cm, Nancy, musée des beaux-arts, Inv. 757.
Ce tableau du comte de Nanteuil semble être une réplique, comme celui du Brooklyn Museum de New York sous le nom de Portrait of a Man in a Velvet hat (inv. 32.790), d'un original peut être conservé dans la galerie Caspari[72].
- Portrait de jeune homme, vers 1536[note 2], DdG no 43, huile sur bois, 21,5 × 18,5 cm, Nancy, musée des beaux-arts, Inv. 756.
« Le fond semble avoir été peint avant le portrait, puis légèrement retouché le long des épaules et du béret. Tous les plis du vêtement sont marqués avec une grande souplesse. La surface du visage n'est pas en parfait état, mais elle garde un modelé plein. Par le dessin des yeux et de l'oreille, par la légèreté de la barbe, la position des épaules et de la tête, ce portrait est très proche de tableaux de Gênes (DdG n°34), de Washington (DdG n° 45) et d'Agen (DdG n° 115) »[74].
- Portrait d'homme à la barbe grisonnante[note 3], XVIe siècle, DdG no 40, huile sur bois, 21 × 18 cm, Nancy, musée des beaux-arts, Inv. 758.
Ce portrait, malgré un travail plus léger qu'à l'habitude des cheveux, de la barbe et de la fourrure fait partie des plus vivants qu'a réalisé Corneille, grâce au demi-sourire, au regard direct et au contraste accentué avec plus d'ombres et de zones claires qu'à l'accoutumée[75].

### Œuvres présentes au musée des beaux-arts de Boston
- Anne de Montmorency, 1533-1536 (?), DdG no 10, huile sur bois, 16,4 × 13,3 cm, Boston, musée des beaux-arts, Inv. 24.264.
Il existe trois versions de ce portrait et plusieurs copies postérieures[76].
- Françoise de Longwy, femme de Philippe Chabot, 1536-1540 (?), DdG no 12, huile sur bois, 15 × 12 cm, Boston, musée des beaux-arts, Inv. 19.764.

### Œuvres présentes au Metropolitan Museum of Art de New York

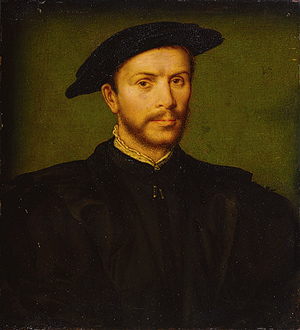
Inconnu ou Portrait of a Bearded Man in Black, date inconnue, DdG no 65,
New York, Metropolitan Museum of Art, Inv. 1978.301.6.

- inconnu ou Portrait d'homme aux gants, vers 1540-1545, DdG no 65, huile sur bois, 21,3 × 16,5 cm, New York, Metropolitan Museum of Art, Inv. 30.95.279
Ce portrait a été attribué à l'anonyme Benson par Charles Sterling. Il semble faire partir d'une série de portraits à mi-corps que Corneille réalise vers 1540-1545[77].
- Inconnu ou Portrait of a Bearded Man in Black, date inconnue, DdG no 38, huile sur bois, New York, Metropolitan Museum of Art, Inv. 1978.301.6[78].
Ce tableau devrait provenir de la collection d'Horace Walpole à Strawberry, mais il ne figure pas dans son catalogue. Les dimensions de cette œuvre sont légèrement plus grandes que les réalisations habituelles de Corneille. On peut les rapprocher de deux tableaux conservés à Nancy (DdG nos 40 et 44), qui souligne l'évolution du style de Corneille[75].
- Inconnu, date inconnue, DdG no 155, huile sur bois, New York, Metropolitan Museum of Art, Inv. 29.100.22
Ce tableau d'un homme du peuple issu de la Collection Havemeyer fait partie des portraits les plus vivants de toute l'œuvre du peintre lyonnais[79].

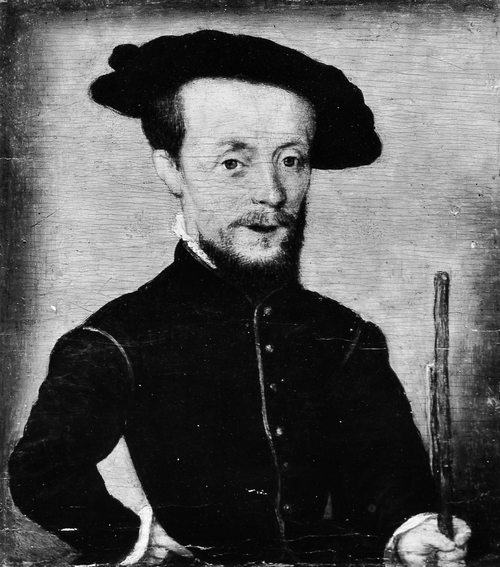
Un fou de cour, vers 1536, DdG no 82, New York, Metropolitan Museum of Art, Inv. 22.60.63

- Un fou de cour, vers 1536, DdG no 82, huile sur bois, 14,6 × 12,1 cm, New York, Metropolitan Museum of Art, Inv. 22.60.63
Dubois de Groër propose d'identifier cet homme de petite taille au maître Martin de la cour des dauphins sur la preuve du commentaire des comptes de l'Argenterie du roi (A.N., KK 91, fo 239 vo) où il est mentionné : « A ung fol nommé Maistre Martin, dict Le Bailly, de la maison de Messeigneurs les daulphin, ducz d'Orléans et d'Angoulesme, pour luy fair habillement pour son service a ce qu'il soit plus honnestement habillé pres et autour des personnes de nosdicts seigneurs, le tout suivant lettres patentes du roy nostre seigneur données a Lyon le 18e jour de juillet 1536 ». L'habit du fou est presque semblable à celui des jeunes princes, et le bonnet correspond très bien à la date de 1536.
Corneille a artificiellement diminué la longueur des bras pour tenter de faire entrer dans le portrait les mains du modèle. Cela prouve que ce portrait a été peint sur le vif, sans dessin préalable[80].
- Anne de Pisseleu, Duchesse d'Étampes, 1535-1540, DdG no 28, huile sur bois, New York, Metropolitan Museum of Art, Inv. 29.100.197[81].

### Œuvres présentes au musée des beaux-arts d'Agen
- Portrait d'homme blond, 1550, DdG no 151, huile sur bois, 16 × 21,5 cm, Agen, musée des beaux-arts, Inv. 45 P.

Proche du portrait de la Rochefoucaud (DdG no 116), les ombres sont très légères, comme dans les portraits où le modèle est dans l'autre sens.
- Portrait d'homme brun, date inconnue, DdG no 149, huile sur bois, 16 × 11 cm, Agen, musée des beaux-arts, Inv. 46 P.

Sur ce portrait, la barbe est traitée avec moins de finesse, le rendu est plus brutal, comme pour les portraits de Bayonne (DdG no 1404) ou dans celui de Barthélémy Aneau (DdG no 81). On retrouve toutefois plusieurs caractéristiques de Corneille : oreille peu dessinée, œil bien marqué et emplacement des ombres. Une autre particularité de ce tableau est que le fond vert a été peint après le portrait, puisqu'il manque sous la barbe.

### Œuvres présentes dans d'autres musées ou dans des collections privées
- Catherine de Médicis, 1536, DdG no 18, huile sur bois, 16,5 × 15,3 cm. Il existe trois exemplaires identiques datant du vivant de Corneille et un tableau postérieur agrandi de qualité inférieure.
- Le Dauphin Henri, v. 1536, DdG no 29, huile sur bois, 16,4 × 13,9 cm, Modène, Galleria Estense, Inv. 312.
- Charles, duc d'Angoulème, 1536, DdG no 32, huile sur bois, 15,5 × 12,5 cm, Florence, musée des Offices, Inv. 1890, no 1003 (anc. cat. no 682).
Ce portrait est très proche de celui du dauphin François, Charles II d'Orléans. Il a ainsi été autrefois confondu avec une de ces répliques. De même, il a été un premier temps attribué à François Clouet. La confirmation qu'il s'agit d'un portrait de Charles est venu de la comparaison avec les dessins représentant le prince conservés au musée Condé de Chantilly (cat. Broglie, nos  346 et 353). Peint lors du séjour du prince à Lyon en 1536, la modèle a donc treize ans. L'exemplaire du musée florentin étant d'une très belle qualité, il s'agit soit de l'original, soit d'une copie de la main de Corneille[84].
- Jacques V d'Écosse ?, 1536 (?), DdG no 53, huile sur bois, parqueté, 16,8 × 14,2 cm rallongé à 17,2 × 14,6 cm, Private coll., formerly with Londres, The Weiss Gallery[85].
Au dos du portrait est noté « le Rir age 25 », masquée par le parquetage. Se trouve également un cachet avec les chiffres « 12846 ». Le personnage, portant l'ordre de Saint-Michel n'est pas formellement identifié. En se basant sur le costume, le tableau daterait des années 1535-1540. Or, Jacques V d'Écosse passe par Lyon en 1536 pour aller ensuite à Blois pour son mariage avec Madeleine de France (le portrait de celle-ci, à la même date, avec répliques DdG n°ADD-5, est à The Weiss Gallery, Maastricht Tefaf, mars 2023). Toutefois, l'iconographie très réduite de cette personnalité empêche toute comparaison certaine. Ainsi, ce modèle est peu ressemblant de celui du portrait de Hardwick Hall où il se tient avec Marie de Guise. De même que celui présent dans la collection du duc d'Atholl au château de Blair.
Une réplique presque identique, présentant ainsi la même inscription « le Rir age 25 » au revers est conservée au National Trust de Polesden Lacey. Une autre a été présentée lors de la vente Engel-Gros en 1921. Ce tableau avait au dos les inscriptions « Le pourtraict est cy dessoubs caché n° 48 » et « Fitz Alan Earl of Arundel n°78 »[86].
- Inconnu, date inconnue, DdG no 06, huile sur bois, 20 × 16 cm agrandi depuis d'un bois mesurant 16 × 13 cm, Venise, Gallerie dell'Accademia.
Ce portrait est très proche de celui volé au Victoria and Albert Museum en 1968 et doit en être à peu près contemporain. Dimier l'attribue au « peintre de Rieux-Châteauneuf »[87].
- Portrait de Barthélémy Aneau, v. 1540, DdG no 81, huile sur bois, 15,5 × 13 cm, Amsterdam, Rijksmuseum Inv. A.3037.
Le tableau est daté par la tenue des environs de 1540, et le personnage est rapproché de Barthélemy Aneau grâce à une gravure de Pierre Woeiriot[88] dont le personnage ressemble étonnamment à celui de Corneille.
Ce portrait dispose à la fois de caractéristiques du style de Corneille et d'autres s'en éloignant quelque peu. Ainsi, « les poils du bord de la barbe qui ressortent sur le fond plus clair du tableau, l'oreille à peine esquissée, le buste relativement négligée » se retrouvent dans nombre de portraits du maître. En revanche, le costume plus coloré qu'à l'habitude ou la pilosité plus appuyée, même s'ils se retrouvent dans certains tableaux de Corneille, ne s'inscrivent pas pleinement dans son style.
Le catalogue du Rijksmuseum de 1951 mentionne une réplique dans une collection particulière[89].
- Portrait présumé de Jean de Bourbon-Vendôme, v. 1545 / 1550, huile sur bois, 16.8 x 13.7 cm, Dijon, musée des beaux-arts de Dijon
On a voulu voir dans ce portrait celui de Jean de Bourbon-Vendôme. Rien pourtant dans la tenue du personnage ne laisse penser qu'il puisse être un prince et il ne ressemble pas au portrait dessiné de Jean de Bourbon que l'on conserve à Chantilly (Catalogue Broglie, n° 180). De plus, il existe au Louvre un portrait dit de Jean de Bourbon, peint par Corneille (cat. n° 101) et si ce peintre a bien fait le portrait de ce personnage, le portrait du Louvre a plus de raisons d'être cette oeuvre que le tableau de Dijon. On abandonnera donc l'identification proposée par Jeanne Magnin en 1917. Le tableau de Dijon est cependant fort intéressant, car c'est un original qui doit dater des années 1545-1550. Le visage du modèle est peint avec maîtrise et fermeté. Corneille réussit bien à rendre l'expression énergique du modèle. Par contraste, la maladresse avec laquelle ont été rattachés au corps les bras pourrait laisser supposer que le tableau a été achevé par une autre main, plus malhabile. La lumière vient de la droite, ce qui est rare chez Corneille. Le peintre a fait ressortir sur le fond vert du tableau les irrégularités du tissu pelucheux du costume et les poils de la barbe qui paraissent presque plaqués sur la joue gauche. On retrouve cette technique, familière à Corneille dans d'autres tableaux, par exemple le jeune homme d'Anvers (cat. n° 107), et les tableaux de Montpellier (cat. n° 102), ou de Gênes (cat. n° 34). Parfois la barbe apparaît sur un fond plus clair, car le fond vert a été peint après le visage (voir "L'homme blond" d'Agen, cat. n° 151)[90].
- Portrait dit de René de Batarnay, date inconnue, DdG no 80, huile sur bois, 17,8 × 14,4 cm, Houston, musée des beaux-arts Inv. 44.538.
Ce portrait probable du petit-fils du conseiller royal Imbert de Batarnay a été identifié grâce à des dessins du musée de l'Ermitage. Ce personnage porte une des barbes les plus fournies de la carrière de Corneille ; proche des portraits de Barthélemy Aneau et de l'homme brun du musée d'Agen. Comme pour les cheveux, il place les poils sur un fond clair. Il garnit largement la joue droite, pour qu'ils ressortent sur le fond vert.
Il existe un second portrait identique au Metropolitan Museum of Art de New York, Inv. 49.7.45[91].
- Inconnu - Portrait d'homme aux gants, date inconnue, DdG no 99, huile sur bois, 20,4 × 16,5 cm, Indianapolis, musée des beaux-arts Inv. 43.109.
Ce portrait possède plusieurs détails typiques de la manière de peindre de Corneille, telle l'oreille. Il fait partie de ces portraits où Corneille, peut-être à la demande du modèle, a peint les bras et les mains mais sans réussir l'exercice. « Le buste est trop réduit et les bras, mal accrochés, sont ridiculement courts. Ils déparent la belle tête mais leur présence a dû donner au client la satisfaction d'avoir été représenté avec des gants »[92].
- Portrait de dame probablement Janet Brandon, duchesse de Suffolk, date inconnue, huile sur bois, 21,5 × 16,5 cm, Fondation Bemberg Toulouse Inv.1014
- Autoportrait de Corneille ?, date inconnue, DdG no non attribué, 18,4 × 13,4 cm, Vienne, musée Albertina, Inv. 82802
L'inscription que porte ce portrait indique : « Corneille de Lhaie Flament qui excelloit a fai [re] des petites portraits au naturel, quon nomment Cornilla ». Ce dessin provient de la collection d'Eugène de Savoie, dont le principal approvisionneur est Jean Mariette[note 4]. L'inscription est d'une écriture du XVIIe siècle. Elle confirme que Corneille était connu sous le nom de « Corneille de la Haye », qu'il était connu pour être flamand et spécialiste des petits portraits. Le costume que porte le modèle correspond parfaitement aux vêtements portés à l'époque de la fin de la vie du peintre. Toutefois, il est impossible d'assurer qu'il s'agit d'un portrait de Corneille. On suppose que le dessin est dû à Claude Mellan[93].
- Portrait d'une jeune inconnue, huile sur bois, 20 × 16,5 cm (sans cadre), Lyon, musée des arts décoratifs
- Homme au béret noir tenant une paire de gants,années 1530,  Lyon, musée des beaux-arts.
- Portrait de femme, vers 1535, huile sur panneau, 20 × 16 cm, Saint-Pétersbourg, musée de l'Ermitage
- Portrait de Jean d'Albon, seigneur de Saint-André, vers 1510-1564, huile sur bois, 16.8 x 13.8 cm, Clermont-Ferrand, musée d'art Roger-Quilliot.

### Galerie

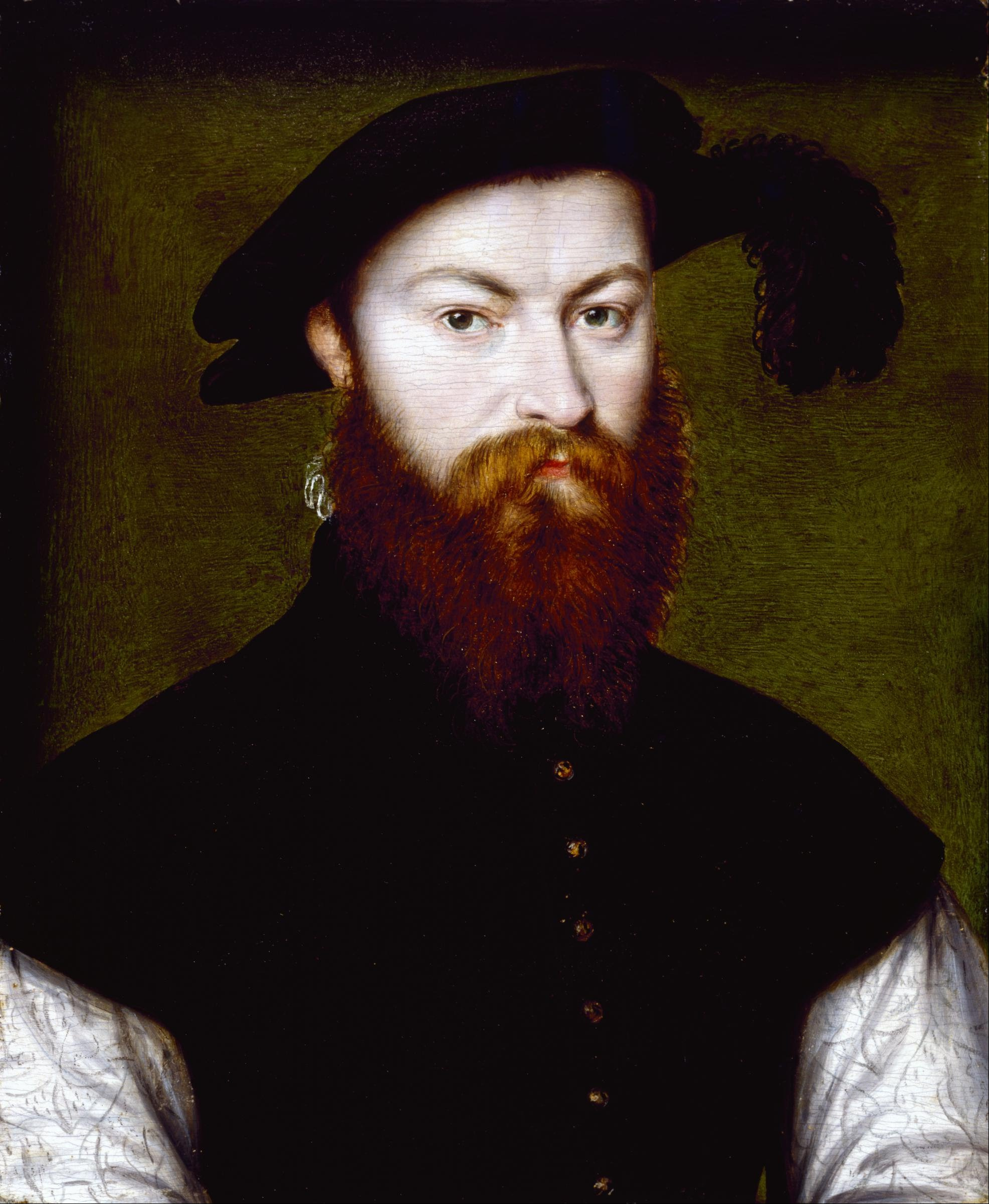
René de Batarnay, Comte du Bouchage, DdG no 80, Houston, musée des beaux-arts, Inv. 44.538.
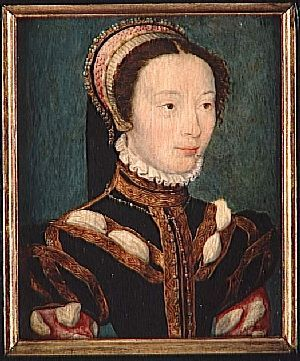
Jeanne van Halewijn — Jeanne d'Halluin —, épouse secrète de François de Montmorency
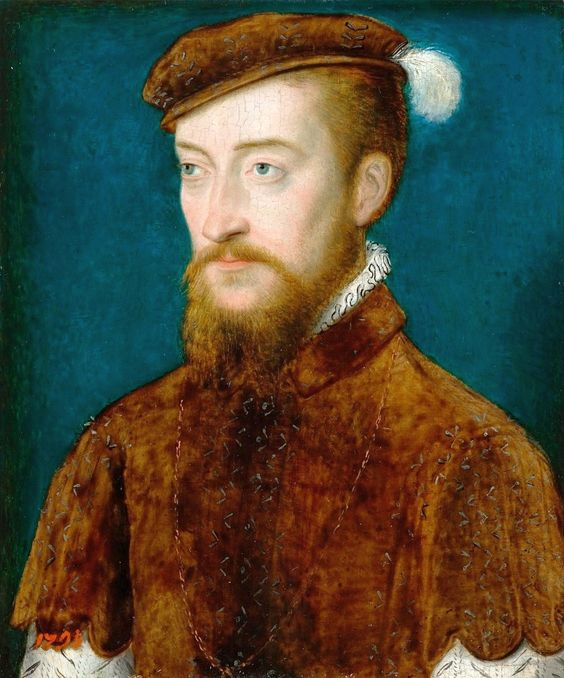
Portrait d'Antoine de Bourbon, 1548, château royal de Varsovie
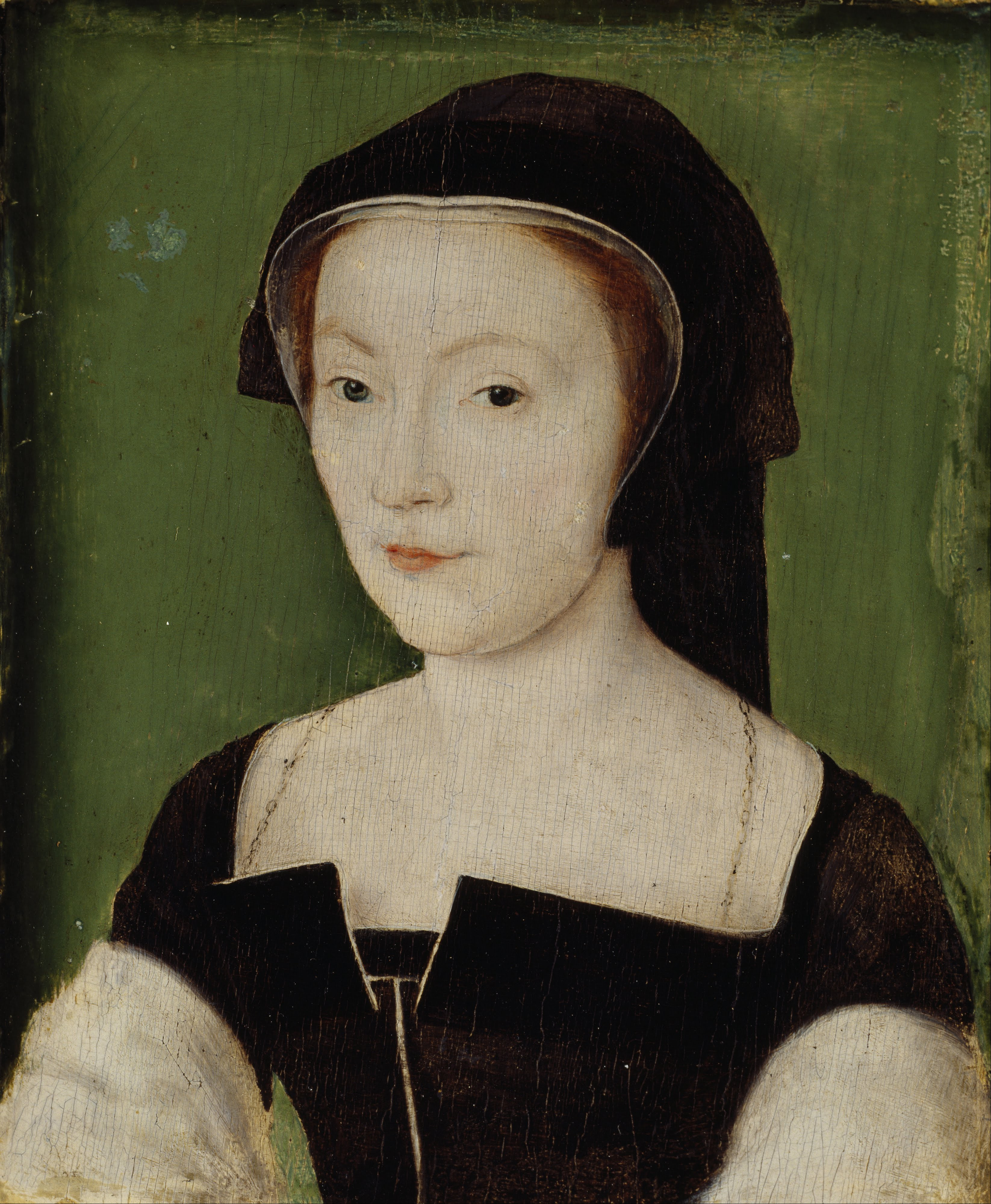
Marie de Guise, vers 1537, Scottish National Portrait Gallery
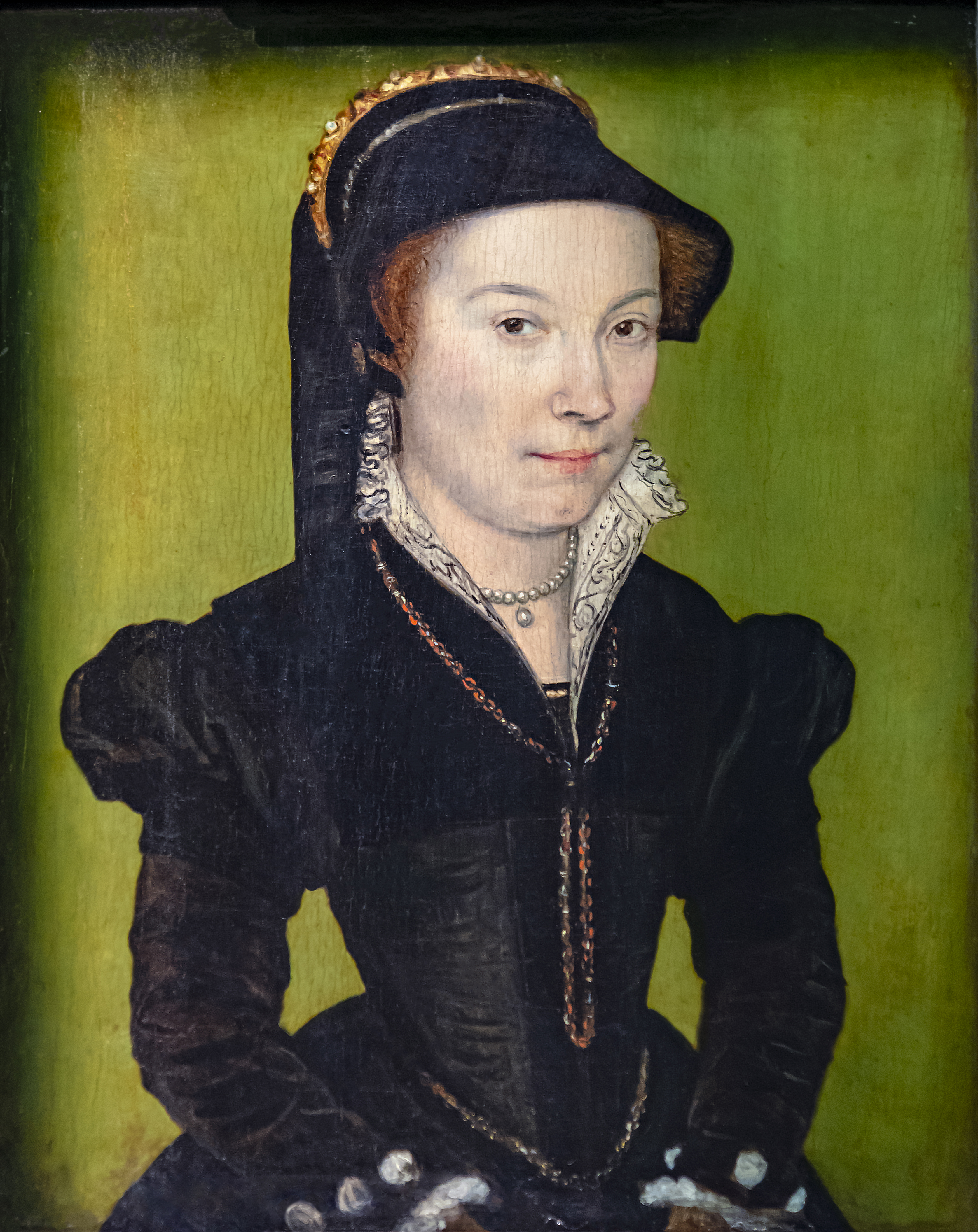
Portrait de dame, Janet Brandon, duchesse de Suffolk Fondation Bemberg Toulouse
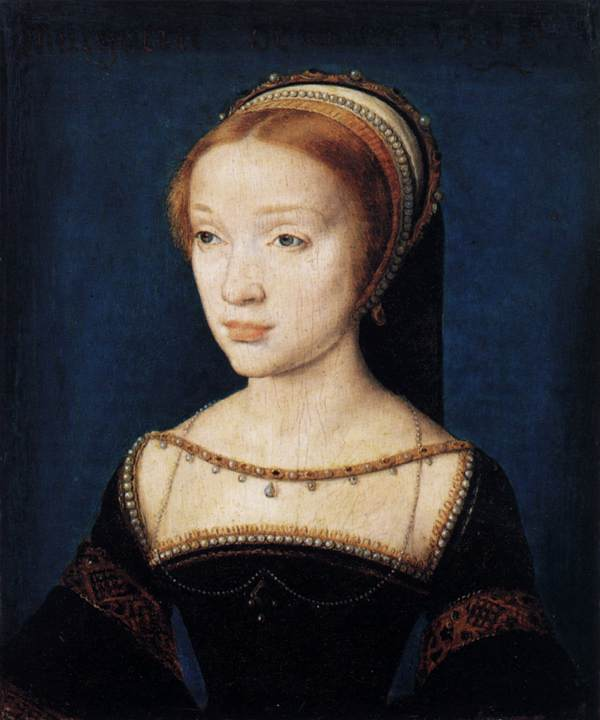
Jacqueline de Rohan, DdG no 25, Berlin, Gemäldegalerie, Inv. 2165.
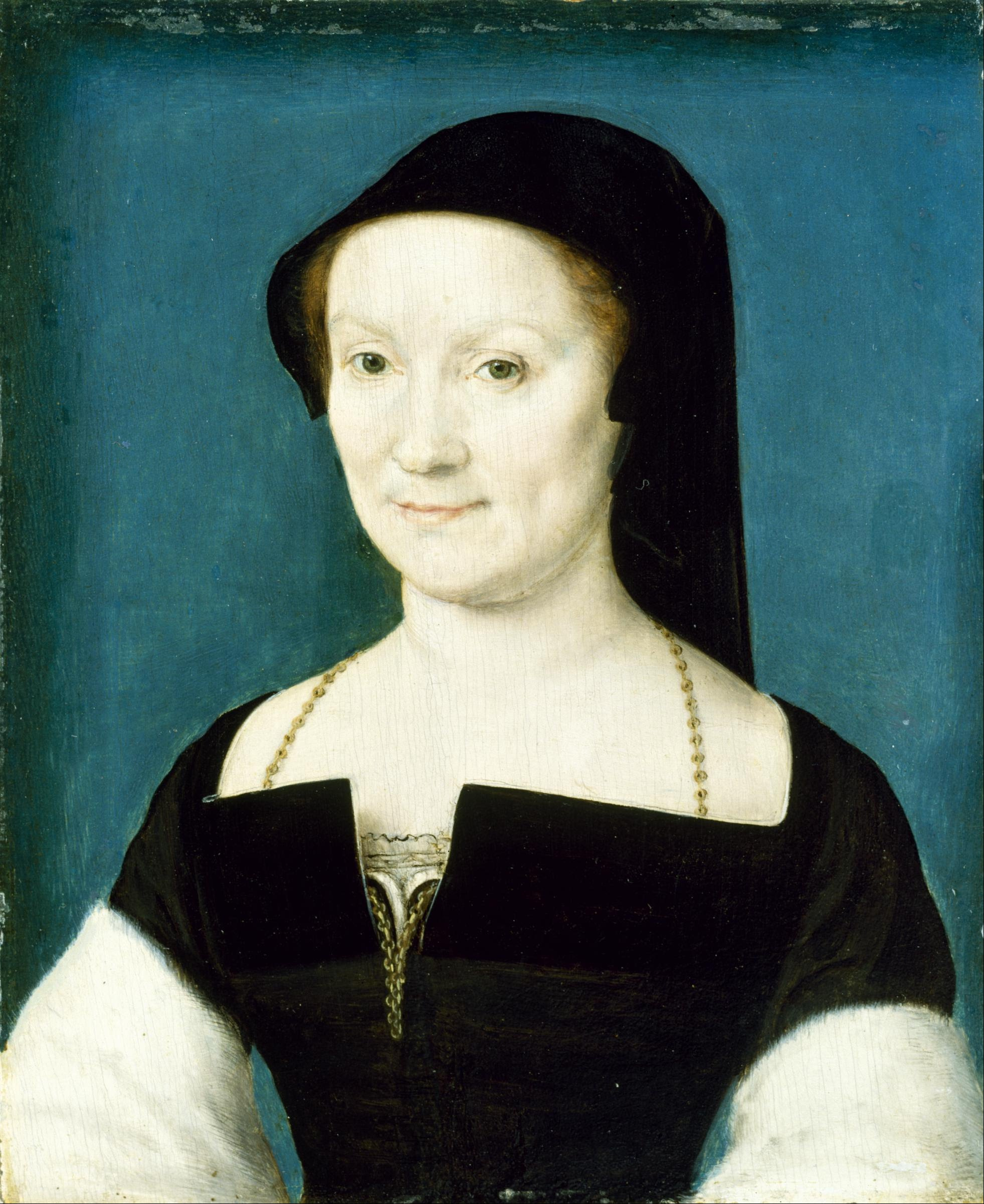
La comtesse du Bouchage, DdG no 140, Houston, musée des beaux-arts
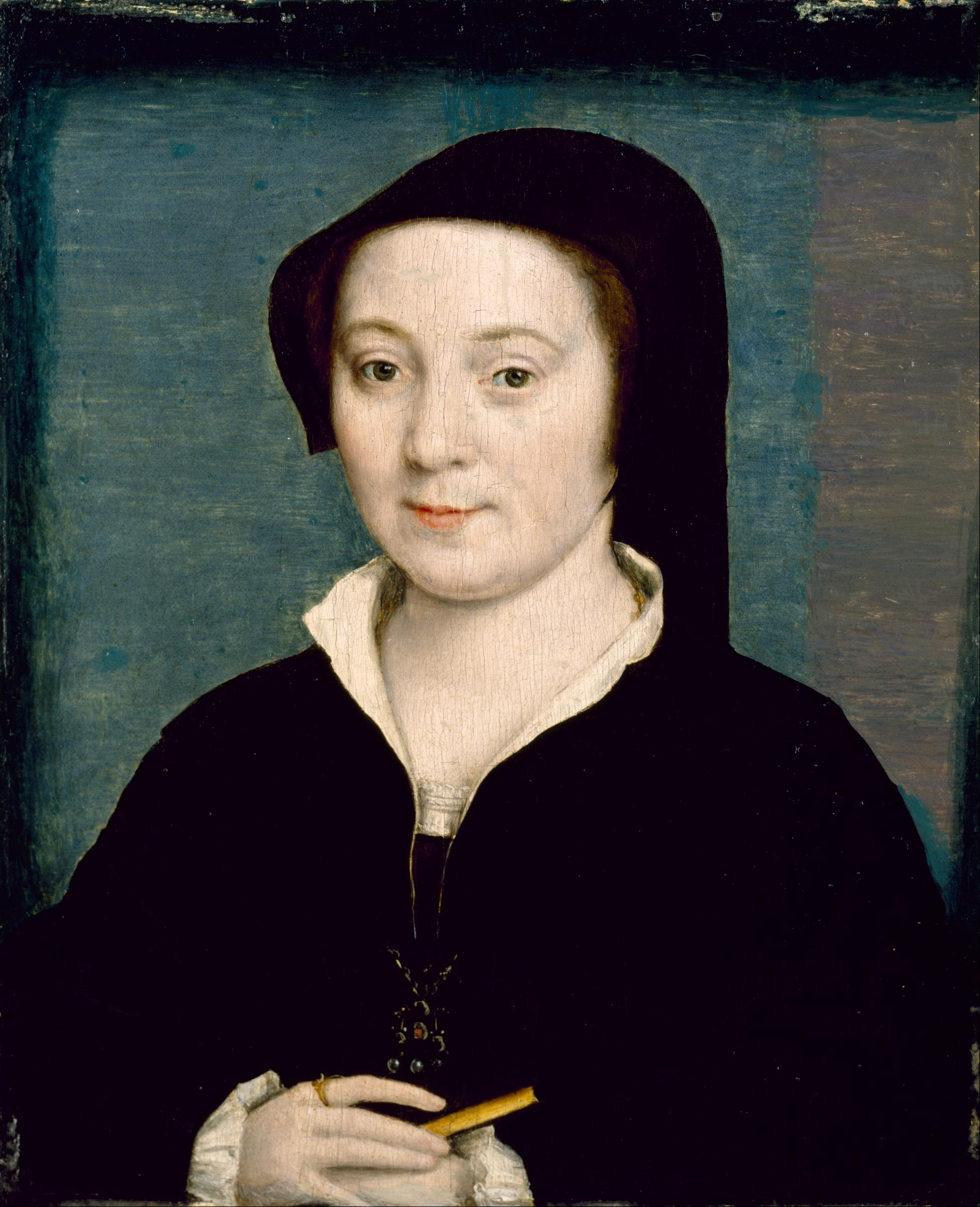
Marie de Batarnay, DdG no 141, Houston, musée des beaux-arts
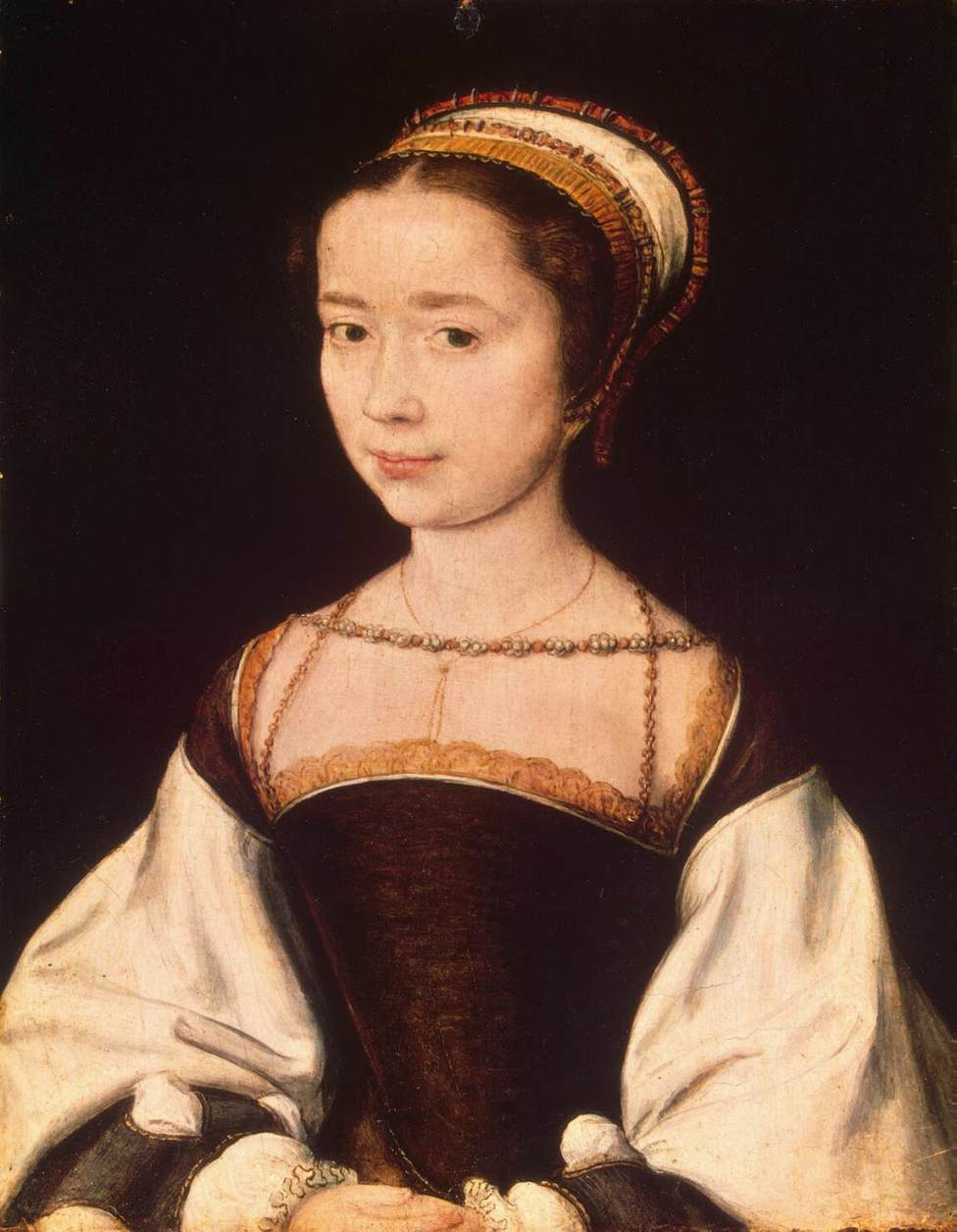
Inconnue, DdG no 14, Saint-Pétersbourg, musée de l'Ermitage.
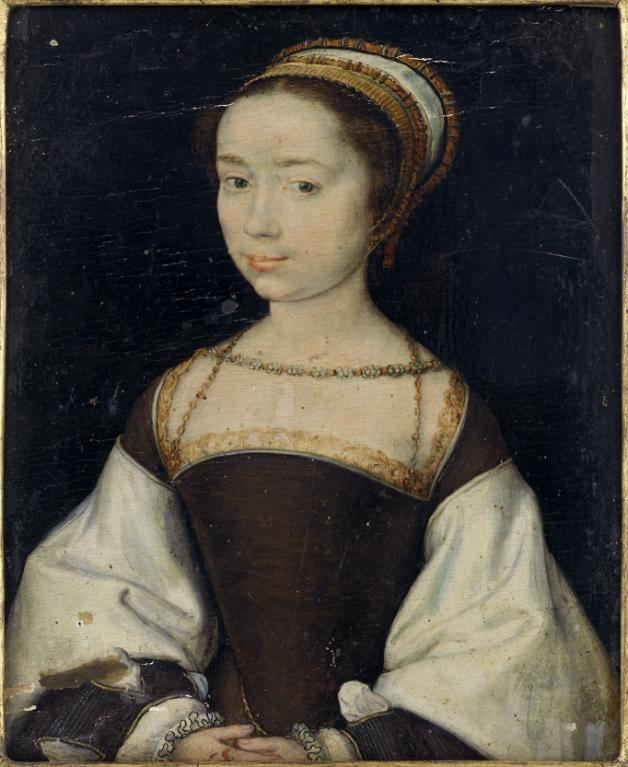
Portrait d'une inconnue, 1536 ?, Lyon, musée des arts décoratifs.
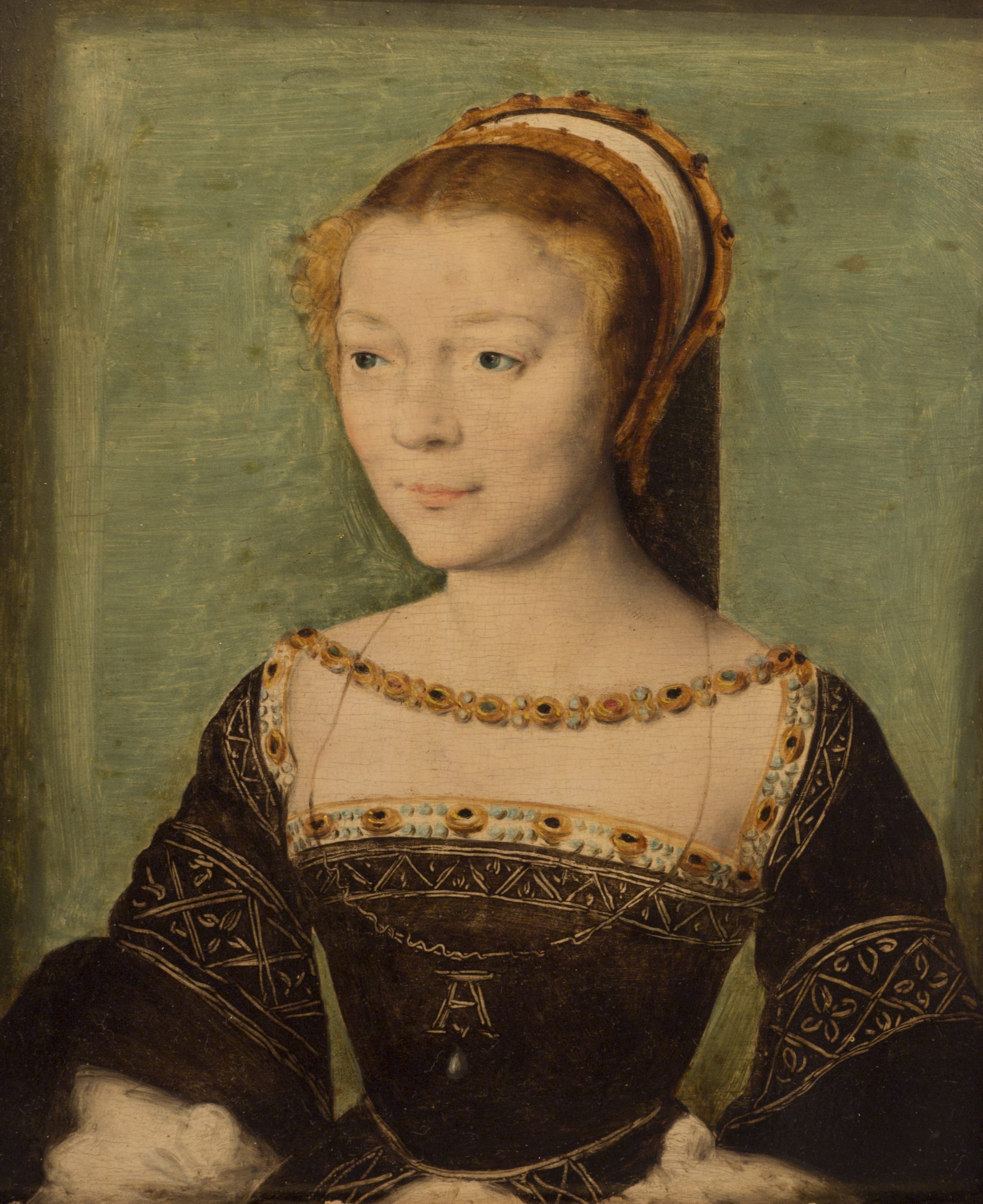
Anne de Pisseleu, duchesse d'Étampes, DdG no 28, 1535-1540, New York, Metropolitan Museum of Art.
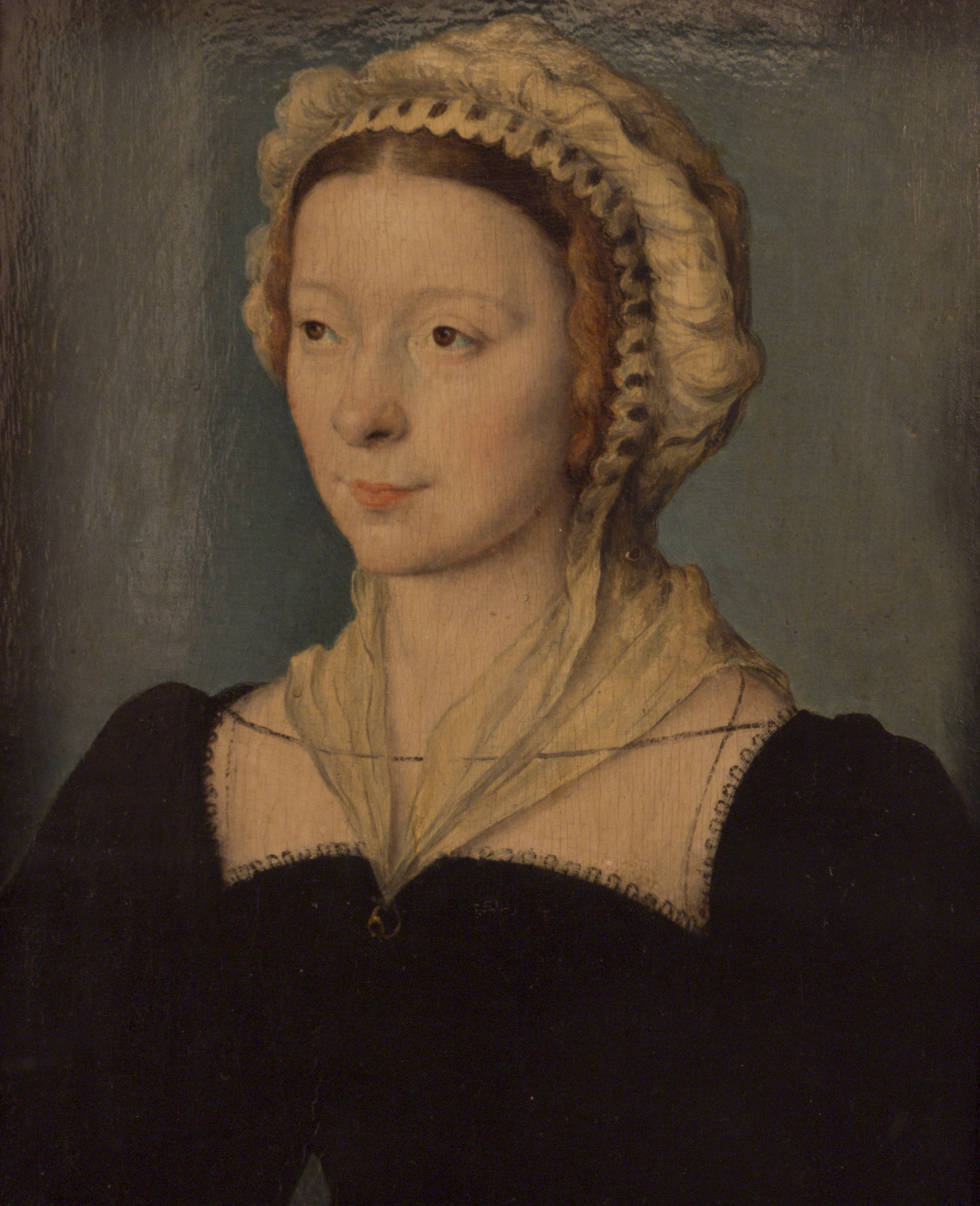
Béatrix Pacheco, comtesse d'Entremont[94], 1533, château de Versailles

### Ouvrages
- Henri Bouchot, Les Clouet et Corneille de Lyon : d'après des documents inédits, Paris, Librairie de l'Art, 1892, 62 p. (BNF 36028418)
- Henri Bouchot, Les Primitifs français : Catalogue de l'exposition, Paris (no 175), 1904
- Louis Dimier, Le Portrait du XVIe siècle aux primitifs français, Paris, 1904
- Hélène Adhémar et Charles Sterling, Musée du Louvre. Peintures. Écoles française, XIVe, XVe , XVIe siècles, Paris, 1965
- (en) Lorne Campbell, Renaissance Portraits, New Haven - Londres, 1990
- Anne Dubois de Groër, Corneille de La Haye dit Corneille de Lyon, Paris, Arthena, 1996, 311 p. (ISBN 2-903239-21-5, BNF 36163213)Cet ouvrage contient l'essentiel de la documentation biographique[95], recension dans : Scailliérez Cécile. « Anne Dubois de Groer, Corneille de La Haye, dit Corneille de Lyon (1500/1510-1575). Paris, Arthéna, 1996. 312 p., nb. ill. n. et bl. et coul.. » In: Revue de l'Art, 1998, n°121. pp. 84-85.
- Estelle Leutrat, Les Débuts de la gravure sur cuivre en France : Lyon, 1520-1565, Genève, Droz, coll. « Travaux d'humanisme et Renaissance » (no 428), 2007, 430 p. (ISBN 978-2-600-01096-2, BNF 41109924)[96]
- Patrice Béghain, Une histoire de la peinture à Lyon : de 1482 à nos jours, Lyon, S. Bachès, 2011, 363 p. (ISBN 978-2-35752-084-4, BNF 42506537)
- Cécile Scailliérez, « De François Ier à Henry IV : une peinture savante », dans Pierre Rosenberg, La peinture française, Paris, Place des victoires, 2013 (1re éd. 1999), 1033 p. (ISBN 978-2-8099-1057-5)
- Philippe Bordes, « Les Portraits de Corneille de Lyon : art de cour ou projet démocratique ? », dans Frédéric Elsig, Peindre à Lyon au seizième siècle, Milan, Silvana Editoriale, coll. « biblioteca d'arte » (no 44), 2014, 192 p. (ISBN 8836627684, BNF 43834242)Ouvrage issu d'un colloque international tenu à Genève les 26 et 27 octobre 2012 organisé par le musée d'art et d'histoire de Genève, l'université de Genève et Uni Bastions[97].
- François Ier et l'art des Pays-Bas : [exposition organisée par et au Musée du Louvre, Paris, 18 octobre 2017 au 15 janvier 2018] / [catalogue] sous la direction de Cécile Scailliérez, ..., Paris : Somogy éditions d'art : Louvre éditions, DL 2017, 479 p. https://www.sudoc.fr/204694353 Index p. 366.
- Philippe Bordes, « L’invention de Corneille de Lyon : art, commerce et nationalisme », dans Philippe Dufieux, La Renaissance réinventée : historiographie, architecture et arts décoratifs à Lyon aux XIXe et XXe siècles, Rennes, Presses universitaires de Rennes, coll. « Art & société », 2021, 197 p. (ISBN 978-2-7535-8079-4)

### Articles
- Madeleine Huillet d'Istria, « Origine de l'école lyonnaise du portrait au XVIe siècle. Corneille de Lyon, successeur de Jean Perréal », Arts,‎ novembre 1948, p. 1
- Paul Roudié, « Sur un portrait de Corneille de Lyon », Gazette des Beaux-Arts, t. LX,‎ novembre 1962, p. 481-486
- (en) Katharine Baetjer, « Pleasures and problems of early french painting », Apollo,‎ novembre 1977, p. 347
- Sylvie Béguin et Anne Dubois de Groër, « À propos d'un nouveau Corneille : le portrait de Pierre Aymeric », La Revue du Louvre et des musées de France, no 1,‎ 1978, p. 28-42
- Nathalie Zemon Davis, « Le Milieu social de Corneille de La Haye (Lyon, 1533-1575) », Revue de l'Art, no 47,‎ 1980, p. 21-28
- Anne Dubois de Groër, « Le Portrait de Jean de Taix, attribué à Corneille de Lyon », Le Musée Condé, no 19,‎ novembre 1980, p. 11-18
- Anne Dubois de Groër, « Le Peintre Corneille de La Haye propriétaire », B. S. H. A. F.,‎ 1984, p. 31-39

### Exposition
- Lyon Renaissance - Arts et humanisme